# Список глав Эквадора
В списке представлены главы государства Эквадор. На протяжении большей части истории страны её возглавлял избранный президент; условным термином «президент» обычно называют должность всех глав государства в Эквадоре. В настоящее время главой государства и правительства является Президе́нт Респу́блики Эквадо́р (исп. Presidente de la República del Ecuador), неофициально — Президе́нт Эквадо́ра (исп. Presidente del Ecuador), полный титул — Конституцио́нный президе́нт Респу́блики Эквадо́р (исп. Presidente Constitucional de la República del Ecuador). Он является высшим должностным лицом государства, которому помогают вице-президент и сотрудники Кабинета министров, формируемого президентом по его усмотрению.

## Характеристика списка
В списке отражены лица, осуществлявшие высшую исполнительную власть в Эквадоре, начиная с Хуана Хосе Флореса, назначенного 13 мая 1830 года генерал-префектом (исп. Prefecto General) после подписания в Сан-Франсиско-де-Кито представителями местной знати акта об отделении от Республики Колумбия и о создании независимого государства Юга, и избранного 14 августа 1830 года на конституционном Конгрессе временным президентом. Также включены лица, формировавшие параллельные органы власти, при наличии конституционных или признанных иначе органов власти (например, ведущие с ними вооружённую борьбу и контролирующие значительную часть территории или столицу), и лица, временно замещавшие глав исполнительной власти (при одновременном сохранении постоянных полномочий основного, как правило конституционного лица, в связи с его отъездом из столицы или наличием иных препятствий для выполнения президентских функций). Дополнительно включены разделы о правительствах периода войны за независимость от испанской короны (1820—1822) () и о формировании территории будущего Эквадора как политической единицы в составе Республики Колумбия (1821—1830) ().
В случае, когда персона получила повторные полномочия последовательно за первоначальными, раздельно отражается каждый срок полномочий (например, три последовательных срока полномочий Рафаэля Корреа (2007—2017 годы). Также, для отражения сложности истории страны, показан различный характер полномочий глав государства (например, единый срок нахождения во главе государства Хуана Хосе Флореса с 1830 по 1834 годы года разделён на периоды, когда он, первоначально, являлся генерал-префектом, затем был избран временным президентом и, наконец, стал конституционным президентом.
Если главы Эквадора являлись представителями вооружённых сил, но это не определяло характера их участия в политической жизни (а также если оставили действительную военную службу с целью участия в политической жизни), они указаны как независимые политики. Если они были избраны на президентский пост в качестве представителя политической партии, то указано соответствующее партийное представительство.
В столбце «Выборы» отражены состоявшиеся выборные процедуры. В случае, если глава государства получил полномочия без таковых, столбец не заполняется. Использованная в первом столбце нумерация является условной и применена исключительно к лицам, получившим полномочия президента в конституционном порядке. Также условным является использование в первом столбце цветовой заливки, служащей для упрощения восприятия принадлежности лиц к различным политическим силам без необходимости обращения к столбцу, отражающему партийную принадлежность (после 1883 года). Наряду с партийной принадлежностью, в столбце «Партия» также отражён внепартийный (независимый) статус персоналий, или их принадлежность к вооружённым силам, когда они выступали как самостоятельная политическая сила.
Курсивом на сером фоне показаны даты начала и окончания полномочий лиц, формировавших параллельные органы власти, при наличии конституционных или признанных иначе органов власти (например, ведущих с ними вооружённую борьбу и контролирующих значительную часть территории или столицу).
Для удобства список разделён на принятые в эквадорской историографии периоды истории страны. Приведённые в преамбулах к каждому из разделов описания этих периодов призваны пояснить особенности её политической жизни.

## Правительства периода войны за независимость (1820—1822)
Провинции Кито, Гуаякиль и Попаян (исп. Provincia de Quito / de Guayaquil / de Popayán), административные единицы в составе вице-королевства Новая Гранада, официально именуемые как «военное и политическое правительство» (исп. Gobierno Político y Militar de Quito / de Guayaquil / de Popayán), юрисдикционно объединялись Королевской аудиенсией и канцелярией Кито (исп. Audiencia y Cancillería Real de Quito), изначально имевшей статус апелляционного суда, однако в системе управления колоний ставшей в большей степени законодательным органом с элементами представительства населения. Война за независимость от испанской короны на этой территории началась 9 октября 1820 года в Сантьяго-де-Гуаякиле, где был разоружён испанский гарнизон, провозглашена независимость города, полномочия по управлению переданы политическому руководителю (исп. Jefe político) Хосе Хоакину Ольмедо. После повсеместного получения поддержки в других городах провинции, 8 ноября 1820 года их представители были созваны в городской совет Сантьяго-де-Гуаякиля (исп. Ayuntamiento de la Santiago de Guayaquil), где провозгласили независимость Свободной провинции Гуаякиль (исп. Provincia Libre de Guayaquil), приняли на себя полномочия Коллегии выборщиков или Конгресса (исп. Colegio Electoral o Congreso de la Provincia Libre de Guayaquil), утвердили Временное конституционное положение (исп. Reglamento provisorio constitucional de Guayaquil), ставшее первым конституционным актом, вступившим в силу на территории современного Эквадора, и избрали Временную правительственную хунту (исп. Junta provisoria de Gobierno) в составе Ольмедо, Рафаэля Химены и Висенте Рамона Роки. 11 ноября 1820 года этот триумвират был заменён Верховной правительственной хунтой Гуаякиля (исп. Junta Superior de Gobierno de Guayaquil), президентом которой стал Ольмедо. Прибывший 11 июля 1822 года в Гуаякиль на встречу с Хосе де Сан-Мартином Симон Боливар, рассматривавший портовый город как ключ для освободительной экспедиции в Перу, отстранил 11 июля 1822 года правительство Ольмеды от власти и принял на себя политическое и военное командование. 31 июля 1822 года Свободная провинция Гуаякиль объявила о своём присоединении к Республике Колумбия.
| Портрет       | Имя (годы жизни) | Полномочия     | Полномочия                                                          | Должность | Пр.         |
| Портрет       | Имя (годы жизни) | Начало         | Окончание                                                           | Должность | Пр.         |
| ------------- | --- | -------------- | ------------------------------------------------------------------- | --- | ----------- |
|               | Хосе Хоакин Эуфрасио де Ольмедо-и-Марури (1780—1847) исп. José Joaquín Eufrasio de Olmedo y Maruri | 9 октября 1820 | 8 ноября 1820                                                       | политический руководитель исп. Jefe político                                                                       | [ 5 ] [ 8 ] |
| 8 ноября 1820 | Хосе Хоакин Эуфрасио де Ольмедо-и-Марури (1780—1847) исп. José Joaquín Eufrasio de Olmedo y Maruri | 11 ноября 1820 | временная правительственная хунта исп. Junta provisoria de Gobierno | | [ 5 ] [ 8 ] |
| 8 ноября 1820 | | 11 ноября 1820 | временная правительственная хунта исп. Junta provisoria de Gobierno | Рафаэль Мария де ла Крус Химена (1789—1830) исп. Rafael María de la Cruz Ximena                                    | [ 9 ]       |
| 8 ноября 1820 | | 11 ноября 1820 | временная правительственная хунта исп. Junta provisoria de Gobierno | Висенте Рамон Рока Родригес (1792—1858) исп. Vicente Ramón Roca Rodríguez                                          | [ 10 ]      |
|               | Хосе Хоакин Эуфрасио де Ольмедо-и-Марури (1780—1847) исп. José Joaquín Eufrasio de Olmedo y Maruri | 11 ноября 1820 | 13 июля 1822                                                        | президент Верховной правительственной хунты Гуаякиля исп. Presidente de la Junta Superior de Gobierno de Guayaquil | [ 5 ] [ 8 ] |
|               | Симон Хосе Антонио де ла Сантисима Тринидад Боливар де ла Консепсьон-и-Понте Паласиос-и-Бланко (1783—1830) исп. Simón José Antonio de la Santísima Trinidad Bolívar de la Concepción y Ponte Palacios y Blanco | 13 июля 1822   | 31 июля 1822                                                        | ответственный за политическое и военное командование исп. Encargado de Mando Político y Militar                    | [ 11 ]      |

В городе Санта-Ана-де-лос-кватро-Риос-де-Куэнка, одном из центров провинции Кито, 3 ноября 1820 года мэр Хосе Мария Васкес де Нобоа запретил прибывшему чиновнику провозглашать королевские приказы, его сподвижники разоружили военный эскорт глашатая и провозгласили независимость Республики Куэнка (исп. República de Cuenca), объявив Васкеса де Нобоу политическим и военным руководителем (исп. Jefe político y militar). 8 ноября 1820 года начал работать Уполномоченный совет по разработке плана правительства или основного закона Республики Куэнка (исп. Consejo de la Sanción para elaborar el Plan de Gobierno o Ley Fundamental de la República de Cuenca), утвердивший 15 ноября 1820 года Политическую конституцию Куэнки. В тот же день Васкес де Нобоа был избран президентом сформированной Верховной правительственной хунты (исп. Junta Superior de Gobierno). Однако 21 декабря 1820 года сторонники независимости были разбиты, и республика прекратила существование.
| Портрет        | Имя (годы жизни)                                                                                              | Полномочия      | Полномочия | Должность                                                        | Пр.    |
| Портрет        | Имя (годы жизни)                                                                                              | Начало          | Окончание | Должность                                                        | Пр.    |
| -------------- | --- | --------------- | --- | ---------------------------------------------------------------- | ------ |
|                | Хосе Мария Васкес де Нобоа-и-Лопес де Артигас (1793—1853) исп. José María Vásquez de Noboa y López de Artigas | 3 ноября 1820   | 15 ноября 1820 | политический и военный руководитель исп. Jefe político y militar | [ 12 ] |
| 15 ноября 1820 | Хосе Мария Васкес де Нобоа-и-Лопес де Артигас (1793—1853) исп. José María Vásquez de Noboa y López de Artigas | 21 декабря 1820 | президент Верховной правительственной хунты, политический и военный руководитель исп. Presidente de la Junta Superior de Gobierno, Jefe político y militar |                                                                  | [ 12 ] |

Направленный в начале 1821 года Боливаром в поддержку антироялистским силам в Гуаякиле и на остальной территории Королевской аудиенсии и канцелярии Кито контингент под командованием Антонио Хосе де Сукре, объединившись с созданным в 1820 году «отрядом защиты Кито» (армией Свободной провинции Гуаякиль) одержал победу в битве при Януачи, состоявшейся 19 августа 1821 года и обеспечившей независимость Гуаякиля. Долгая кампания преследования роялистов завершилась 24 мая 1822 года битвой при Пичинче. Последовавшая на следующий день капитуляция роялистов обеспечила скорейшее присоединение всей территории аудиенсии Кито, включая Гуаякиль, к Республике Колумбия.

## Южный район в составе Колумбии (1821—1830)

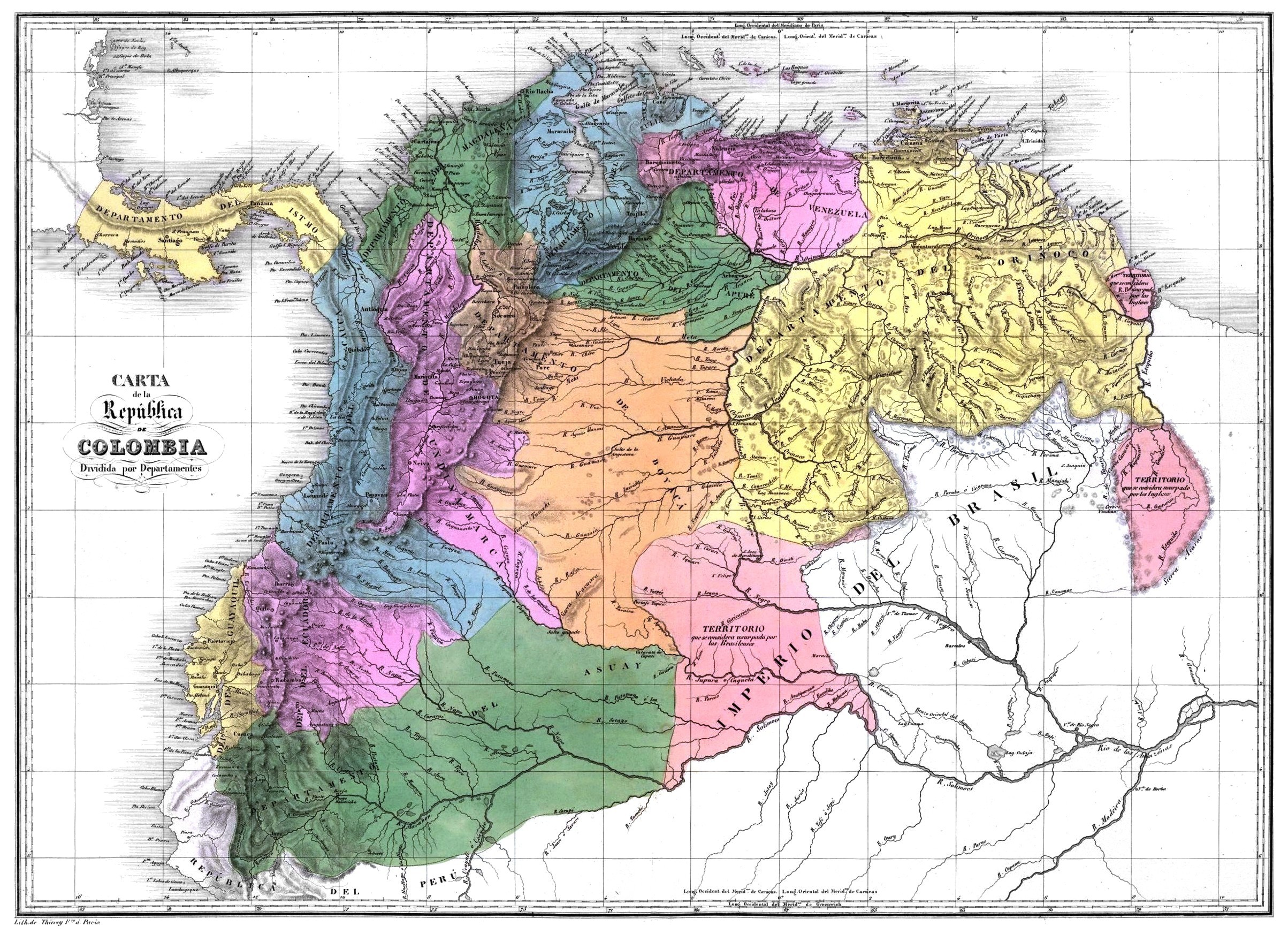
Относившиеся к Южному району департаменты Великой Колумбии, 1824 год:
Каука
Кито (или Эквадор)
Гуаякиль
Асуай

После принятия на конституционном конгрессе, состоявшемся в городе Сан-Хосе-де-Кукута с 30 августа по 3 октября 1821 года, Конституции, предназначенной стать основным законом государства, объединяющего всю территорию бывшего вице-королевства Новая Гранада, Конгресс Республики Колумбия 12 октября постановил разделить национальную территорию в судебном и военном порядке на 3 района: Центральный (или Кундинамарку), Северный (или Венесуэлу, соответствующий территории генерал-капитанства Венесуэла) и Южный (соответствующий территории аудиенсии Кито).
На тот момент Южный район (исп. Distrito del Sur), за исключением его северного департамента Каука, не контролировался колумбийскими властями. После освобождения к лету 1822 года всей удерживаемой роялистами территории и фактической аннексии 31 июля 1822 года Свободной провинции Гуаякиль, вся присоединённая территория стала департаментом Кито (исп. Departamento de Quito, или департаментом Экватора, исп. Departamento del Ecuador).
25 июня 1824 года колумбийский Конгресс издал закон «О территориальном делении Республики Колумбия», разделив страну на двенадцать департаментов, при этом из департамента Кито, за которым закрепили наименование «Эквадор», были выделены новые департаменты Гуаякиль и Асуай, а департамент Каука — передан из Южного района в состав Центрального, что исключило его из дальнейшего процесса формирования эквадорского государства.
В 1828 году командующим Южного района был назначен Хуан Хосе Флорес, венесуэлец по происхождению, возглавивший в 1830 году процесс отделения находившихся под его началом южных департаментов Эквадор, Гуаякиль и Асуай от Республики Колумбия. Это стало частью общего процесса распада основанного Симоном Боливаром единого государства (Великой Колумбии), начатого дискуссиями между сторонниками унитарного и федеративного устройства страны на конституционном конгрессе, проходившем с 20 января по 11 мая 1830 года в Боготе. 6 мая 1830 года в венесуэльском городе Валенсия сторонники федералиста Хосе Антонио Паэса собрали конгресс депутатов, представлявших Венесуэлу, провозгласивший её полную автономию от властей в Боготе; узнав об этом, в столице Южного района Сан-Франсиско-де-Кито представители местной знати 13 мая 1830 года подписали акт отделения от Республики Колумбия и о создании независимого государства Юга.

## Отделение от Колумбии и «господство флореанцев» (1830—1845)

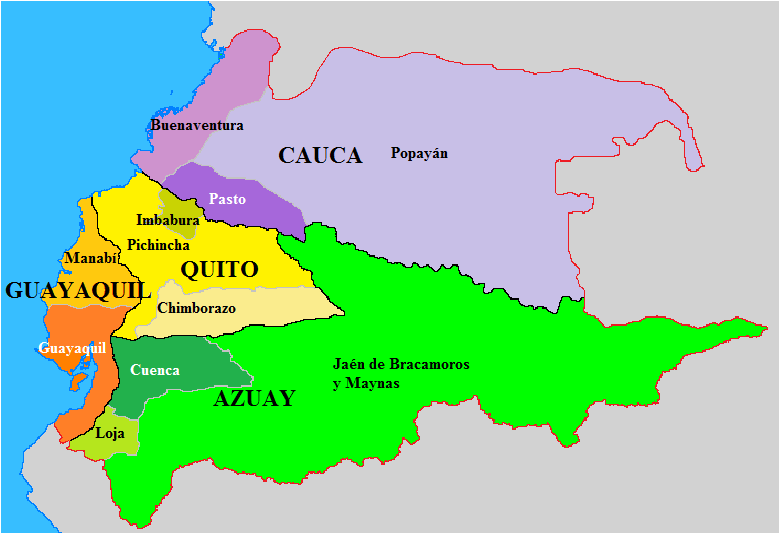
Эквадор в 1830 году: департаменты Кито (Quito), Гуаякиль (Guayaquil) и Асуай (Azuay) и спорный департамент Каука (Cauca)

После подписания 13 мая 1830 года в Сан-Франсиско-де-Кито представителями местной знати акта об отделении от Республики Колумбия и о создании независимого государства они, представляя департамент Эквадор, назначили Хуана Хосе Флореса генерал-префектом (исп. Prefecto General), передав ему верховную военную и гражданскую власть и поручив обеспечить интеграцию в создаваемое государство двух других департаментов Юга (учитывая, что их губернаторы как военнослужащие были под его командованием). 19 мая 1830 года о независимости от Колумбии заявил департамент Гуаякиль, 20 мая 1830 года — департамент Асуай. 14 августа 1830 года в городе Сан-Педро-де-Риобамба собрался конституционный Конгресс (исп. Congreso Constituyente), в первый же день избравший Флореса временным президентом и принявший Конституцию, в которой было провозглашено воссоединение трёх департаментов в независимом Государстве Эквадор (исп. Estado del Ecuador). Его президентом был избран Флорес, а вице-президентом — Хосе Хоакин Ольмедо. В эквадорской историографии период с 1830 по 1845 годы получил наименование «господство флореанцев» (исп. Dominación floreana).
12 октября 1833 года в провинции Гуаяс началось восстание гарнизона; нуждаясь в политическом лидере, его офицеры освободили находящегося под арестом Висенте Рокафуэрте, представлявшего Гуаяс в Ассамблее, и 18 октября провозгласили его верховным правителем. Президент Флорес, прибыв с регулярной армией, занял провинцию и арестовал Рокафуэрте, но в то же время в Андийском регионе (Сьерре) поднял восстание и 12 июня 1834 года провозгласил себя верховным правителем Хосе Феликс Вальдивьесо; заняв столицу, он собрал Конгресс делегатов провинций. Общая угроза в лице Вальдивьесо позволила Флоресу и Рокафуэрте договориться о совместных действиях против него с условием, что первый сохранит полномочия до завершения своего мандата и поддержит второго в последующем. 10 сентября 1834 года полномочия Флореса истекли, и он провозгласил верховным правителем Рокафуэрте; 19 января 1835 года их армия разгромила сторонников Вальдивьесо в битве при Миньярике.
В феврале 1835 года Рокафуэрте созвал Конвент (исп. Convención) в городе Сан-Хуан-Баутиста-де-Амбато, на котором 22 июня 1835 года он был объявлен временным президентом. 13 августа Конвент обнародовал вторую конституцию, по которой государство стало называться Республика Эквадор (исп. República del Ecuador) и избрал Рокафуэрте конституционным президентом.
На выборах 1839 года победу одержал и вернулся на пост президента Флорес, который по истечении своего мандата созвал в Сан-Франсиско-де-Кито 15 января 1843 года новый Конвент, продливший полномочия Флореса на время своей работы. Третья конституция, по которой срок президентских полномочий увеличивался до 8 лет, была принята 1 апреля 1843 года; в тот же день состоялись выборы, сохранившие за Флоресом президентский пост на третий срок. Новая конституция, получившая название «невольничья грамота», вызвала повсеместные протесты; 6 марта 1845 года в Сантьяго-де-Гуаякиле началось восстание, получившее название «Мартовская революция».
|         | Портрет          | Имя (годы жизни)                                                                                      | Полномочия       | Полномочия       | Выборы                                                       | Должность                                               | Пр.           |
| Начало  | Портрет          | Имя (годы жизни)                                                                                      | Окончание        |                  | Выборы                                                       | Должность                                               | Пр.           |
| ------- | ---------------- | --- | ---------------- | ---------------- | ------------------------------------------------------------ | ------------------------------------------------------- | ------------- |
| —       |                  | Хуан Хосе Флорес-и-Арамбуру (1800—1864) исп. Juan José Flores y Aramburu                              | 13 мая 1830      | 14 августа 1830  | [ комм. 14 ]                                                 | генерал-префект исп. Prefecto General                   | [ 21 ] [ 22 ] |
| —       | 14 августа 1830  | Хуан Хосе Флорес-и-Арамбуру (1800—1864) исп. Juan José Flores y Aramburu                              | 22 сентября 1834 | [ комм. 15 ]     | временный президент исп. Presidente Provisional              |                                                         | [ 21 ] [ 22 ] |
| 1 (I)   | 22 сентября 1830 | Хуан Хосе Флорес-и-Арамбуру (1800—1864) исп. Juan José Flores y Aramburu                              | 10 сентября 1834 | 1830             | президент исп. Presidente                                    |                                                         | [ 21 ] [ 22 ] |
| —       |                  | Висенте Рокафуэрте-и-Родригес де Бехарано (1783—1847) исп. Vicente Rocafuerte y Rodríguez de Bejarano | 18 октября 1833  | 10 сентября 1834 | [ комм. 16 ]                                                 | верховный правитель (Гуаяс) исп. Jefe Supremo (Guayas)  | [ 26 ]        |
| —       | 10 сентября 1834 | Висенте Рокафуэрте-и-Родригес де Бехарано (1783—1847) исп. Vicente Rocafuerte y Rodríguez de Bejarano | 22 июня 1835     | [ комм. 17 ]     | верховный правитель государства исп. Jefe Supremo del Estado |                                                         | [ 26 ]        |
| —       | 22 июня 1835     | Висенте Рокафуэрте-и-Родригес де Бехарано (1783—1847) исп. Vicente Rocafuerte y Rodríguez de Bejarano | 8 августа 1835   | [ комм. 18 ]     | временный президент исп. Presidente Provisional              |                                                         | [ 26 ]        |
| 2       | 8 августа 1835   | Висенте Рокафуэрте-и-Родригес де Бехарано (1783—1847) исп. Vicente Rocafuerte y Rodríguez de Bejarano | 31 января 1839   | 1835             | президент исп. Presidente                                    |                                                         | [ 26 ]        |
| —       |                  | Хосе Феликс Вальдивьесо-и-Вальдивьесо (1784—1856) исп. José Félix Valdivieso y Valdivieso             | 12 июня 1834     | 18 января 1835   | [ комм. 19 ]                                                 | верховный правитель (Сьерра) исп. Jefe Supremo (Sierra) | [ 27 ]        |
| 1 (II)  |                  | Хуан Хосе Флорес-и-Арамбуру (1800—1864) исп. Juan José Flores y Aramburu                              | 31 января 1839   | 15 января 1843   | 1839                                                         | президент исп. Presidente                               | [ 21 ] [ 22 ] |
| —       | 15 января 1843   | Хуан Хосе Флорес-и-Арамбуру (1800—1864) исп. Juan José Flores y Aramburu                              | 1 апреля 1843    | [ комм. 20 ]     | временный президент исп. Presidente Provisional              |                                                         | [ 21 ] [ 22 ] |
| 1 (III) | 1 апреля 1843    | Хуан Хосе Флорес-и-Арамбуру (1800—1864) исп. Juan José Flores y Aramburu                              | 18 июня 1845     | 1843             | президент исп. Presidente                                    |                                                         | [ 21 ] [ 22 ] |

## Мартовская революция и «эпоха мартизма» (1845—1856)
6 марта 1845 года в Сантьяго-де-Гуаякиле началось восстание, охватившее всю страну и названное «Мартовской революцией» (исп. Revolución Marcista). Восставшие объявили о незаконности статуса Х. Х. Флореса после января 1843 года и создали временное правительство (триумвират) в составе Хосе Хоакина Ольмедо, Висенте Рамона Роки и Диего Нобоа. 17—18 июня 1845 года в асьенде Ла-Вирджиния Флорес подписал капитуляцию, по которой на 2 года покидал страну. Это ознаменовало для Эквадора начало нового политического этапа, получившего название «эпоха мартизма» (исп. Época Marcista).

Национальный флаг Эквадора (1845), принятый мартистами

После победы триумвират созвал в городе Санта-Ана-де-лос-кватро-Риос-де-Куэнка Конвент (исп. Convención), принявший четвёртую конституцию и избрал 8 декабря 1845 года президентом Року. После истечения его мандата в 1849 году прошли выборы, не выявившие победителя (необходимо было набрать 2/3 голосов); в итоге Конгресс объявил временным президентом являвшегося с 1845 года вице-президентом Мануэля Аскасуби. Однако лидеры предвыборной кампании Нобоа и Антонио Элисальде продолжили борьбу за руководство страной. 2 марта 1850 года Нобоа был провозглашён в Сантьяго-де-Гуаякиле верховным правителем, что разделило страну на приморские и внутренние области. Предотвращая конфликт, Аскасуби 10 июня 1850 года сложил с себя полномочия и признал правительство Нобоа, но несколько провинций провозгласили верховным правителем Элисальде. Соперникам удалось договориться о созыве в Сан-Франсиско-де-Кито нового Конвента, на котором 8 декабря 1850 года Нобоа был объявлен временным президентом, затем принята пятая конституция, и 26 февраля 1851 года проведены выборы президента, принёсшие победу Нобоа. Весной 1851 года он разрешил в стране деятельность ордена иезуитов, изгнанных из Республики Новая Гранада, что побудило гранадский Конгресс дать президенту Хосе Иларио Лопесу право объявить войну Эквадору. Ввиду угрозы, Нобоа получил чрезвычайные права от Конгресса, но не был поддержан армией, провозгласившей 13 июля 1851 года верховным правителем Хосе Марию Урбину, чьи полномочия Нобоа был вынужден признать 24 июля. После занятия столицы Урбина изгнал иезуитов, чем предотвратил войну; летом 1852 года он созвал конституционную Ассамблею (исп. Asamblea Constituyente), назначившую его 17 июля 1852 года исполняющим обязанности президента и принявшую шестую конституцию. Урбина победил на выборах в 1852 году, а на следующих обеспечил победу своему сподвижнику Франсиско Роблесу.
|        | Портрет         | Имя (годы жизни)                                                                                             | Полномочия      | Полномочия                                                   | Выборы                                          | Должность                                                                           | Пр.           |
| Начало | Портрет         | Имя (годы жизни)                                                                                             | Окончание       |                                                              | Выборы                                          | Должность                                                                           | Пр.           |
| ------ | --------------- | --- | --------------- | ------------------------------------------------------------ | ----------------------------------------------- | ----------------------------------------------------------------------------------- | ------------- |
| —      |                 | Хосе Хоакин Эуфрасио де Ольмедо-и-Марури (1780—1847) исп. José Joaquín Eufrasio de Olmedo y Maruri           | 6 марта 1845    | 18 июня 1845                                                 | [ комм. 24 ]                                    | члены временного правительства исп. Integrantes del Gobierno Provisional            | [ 5 ] [ 8 ]   |
| —      |                 | Висенте Рамон Рока Родригес (1792—1858) исп. Vicente Ramón Roca Rodríguez                                    | 6 марта 1845    | 18 июня 1845                                                 | [ комм. 24 ]                                    | члены временного правительства исп. Integrantes del Gobierno Provisional            | [ 10 ] [ 32 ] |
| —      |                 | Диего Мария де Нобоа-и-Артета (1789—1870) исп. Diego María de Noboa y Arteta                                 | 6 марта 1845    | 18 июня 1845                                                 | [ комм. 24 ]                                    | члены временного правительства исп. Integrantes del Gobierno Provisional            | [ 37 ]        |
| —      |                 | Хосе Хоакин Эуфрасио де Ольмедо-и-Марури (1780—1847) исп. José Joaquín Eufrasio de Olmedo y Maruri           | 18 июня 1845    | 8 декабря 1845                                               | [ комм. 25 ]                                    | члены временного правительства исп. Integrantes del Gobierno Provisional            | [ 5 ] [ 8 ]   |
| —      |                 | Висенте Рамон Рока Родригес (1792—1858) исп. Vicente Ramón Roca Rodríguez                                    | 18 июня 1845    | 8 декабря 1845                                               | [ комм. 25 ]                                    | члены временного правительства исп. Integrantes del Gobierno Provisional            | [ 10 ] [ 32 ] |
| —      |                 | Диего Мария де Нобоа-и-Артета (1789—1870) исп. Diego María de Noboa y Arteta                                 | 18 июня 1845    | 8 декабря 1845                                               | [ комм. 25 ]                                    | члены временного правительства исп. Integrantes del Gobierno Provisional            | [ 37 ]        |
| 3      |                 | Висенте Рамон Рока Родригес (1792—1858) исп. Vicente Ramón Roca Rodríguez                                    | 8 декабря 1845  | 15 октября 1849                                              | 1845                                            | президент исп. Presidente                                                           | [ 10 ] [ 32 ] |
| —      |                 | Франсиско Хавьер Мануэль де Аскасуби-и-Матеу (1804—1876) исп. Francisco Javier Manuel de Ascázubi y Matheu   | 15 октября 1849 | 10 июня 1850                                                 | (1849)                                          | временный президент исп. Presidente Provisional                                     | [ 33 ] [ 38 ] |
| —      |                 | Диего Мария де Нобоа-и-Артета (1789—1870) исп. Diego María de Noboa y Arteta                                 | 2 марта 1850    | 10 июня 1850                                                 | [ комм. 28 ]                                    | верховный правитель (Гуаяс) исп. Jefe Supremo (Guayas)                              | [ 37 ]        |
| —      | 10 июня 1850    | Диего Мария де Нобоа-и-Артета (1789—1870) исп. Diego María de Noboa y Arteta                                 | 8 декабря 1850  | верховный правитель государства исп. Jefe Supremo del Estado | [ комм. 28 ]                                    |                                                                                     | [ 37 ]        |
| —      | 8 декабря 1850  | Диего Мария де Нобоа-и-Артета (1789—1870) исп. Diego María de Noboa y Arteta                                 | 21 февраля 1851 | [ комм. 30 ]                                                 | временный президент исп. Presidente Provisional |                                                                                     | [ 37 ]        |
| 4      | 21 февраля 1851 | Диего Мария де Нобоа-и-Артета (1789—1870) исп. Diego María de Noboa y Arteta                                 | 24 июля 1851    | 1851                                                         | президент исп. Presidente                       |                                                                                     | [ 37 ]        |
| —      |                 | Хорхе Антонио де Элисальде-и-Ла Мар (1795—1862) исп. Jorge Antonio de Elizalde y La Mar                      | 17 июня 1850    | 1850                                                         | [ комм. 31 ]                                    | верховный правитель (Асуай, Лоха и Манаби) исп. Jefe Supremo (Azuay, Loja y Manabí) | [ 39 ]        |
| —      |                 | Хосе Мария Мариано Сегундо де Урбина-и-Витери (1808—1891) исп. José María Mariano Segundo de Urbina y Viteri | 13 июля 1851    | 24 июля 1851                                                 | [ комм. 32 ]                                    | верховный правитель (Гуаяс) исп. Jefe Supremo (Guayas)                              | [ 36 ]        |
| —      | 24 июля 1851    | Хосе Мария Мариано Сегундо де Урбина-и-Витери (1808—1891) исп. José María Mariano Segundo de Urbina y Viteri | 17 июля 1852    | верховный правитель государства исп. Jefe Supremo del Estado | [ комм. 32 ]                                    |                                                                                     | [ 36 ]        |
| —      | 17 июля 1852    | Хосе Мария Мариано Сегундо де Урбина-и-Витери (1808—1891) исп. José María Mariano Segundo de Urbina y Viteri | 6 сентября 1852 | [ комм. 34 ]                                                 | временный президент исп. Presidente Provisional |                                                                                     | [ 36 ]        |
| 5      | 6 сентября 1852 | Хосе Мария Мариано Сегундо де Урбина-и-Витери (1808—1891) исп. José María Mariano Segundo de Urbina y Viteri | 16 октября 1856 | 1852                                                         | президент исп. Presidente                       |                                                                                     | [ 36 ]        |

## Национальный кризис (1856—1861)

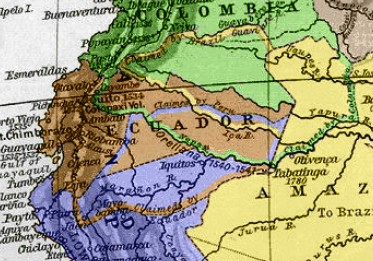
Спорные территории Эквадора и Перу

Попытка Эквадора передать Великобритании в концессию земли в верховьях Амазонки, принадлежность которых оспаривало Перу, привела к тому, что 26 октября 1858 года перуанский конгресс разрешил президенту Рамону Кастилье командовать армией в войне против Эквадора; 4 ноября 1858 года началась блокада эквадорских портов.
Из-за конфликта с Конгрессом президент Роблес предпочёл перевести правительство из столицы в портовый Сантьяго-де-Гуаякиль (12 января 1859 года), одновременно ставя задачи снятия морской блокады и предотвращения вторжения перуанской армии с моря; своему предшественнику Урбине он поручил организацию обороны. В апреле 1859 года президент и Урбина были задержаны командиром расквартированной в Сантьяго-де-Гуаякиле артиллерийской дивизии, но вскоре освобождены Гильермо Франко (командующим округа Гуаяс). Оставшиеся в столице политики 1 мая 1859 года призвали считать Роблеса утратившим власть и создали временное правительство во главе с триумвиратом в составе Габриэля Гарсии Морено, Херонимо Карриона и Пасифико Чирибоги. 6 мая 1859 года Каррион вышел из него и отбыл в Санта-Ана-де-лос-кватро-Риос-де-Куэнку, где, являясь избранным вице-президентом, объявил себя временным президентом, но на следующий день был изгнан военным отрядом Франко. 4 июня 1859 года прибывшая с побережья армия под командованием Урбины нанесла поражение силам временного правительства; Гарсия Морено бежал в Перу, но заявил о готовности продолжать борьбу и возглавить её.
Получив помощь от перуанского президента Кастильи и вернувшись в страну, он встретился с Франко и предложил ему совместно организовать свободные выборы. Тем временем сам Франко вступил в переговоры с командующим перуанской эскадрой Игнасио Мариатеги и договорился о перемирии, включающем снятие морской блокады. Политическая сторона этих договорённостей включала согласие Кастильи на формирование Франко нового правительства Эквадора; оно было провозглашено в Сантьяго-де-Гуаякиле 21 августа 1859 года. Узнав об этом, Роблес перенёс свою администрацию в Сан-Педро-де-Риобамбу; не обретя значительной поддержки, он подал 31 августа 1859 года в отставку с поста президента и 13 сентября покинул страну вместе с Урбиной. Поскольку вице-президент Каррион не стал вновь включаться в политическую борьбу, фактическая власть в провинциях Сьерры перешла к Гарсии Морено.
Одновременно один из участников создания временного правительства в мае 1859 года, бежавший в Новую Гранаду Рафаэль Карвахаль, заявил на севере, в пограничном Сан-Мигель-де-Тулькане 1 сентября 1859 года о восстановлении правительства под своим руководством и вскоре занял Сан-Франсиско-де-Кито, а на юге Мануэль Каррион объявил о создании Федерального округа Лохиано (исп. Distrito Federal Lojano) как части будущего федеративного эквадорского государства и возглавил его. Таким образом, страна стала контролироваться четырьмя различными правительствами: ранее Франко закрепился на побережье, а Гарсия Морено находился в центральной Сьерре.
В октябре 1859 года президент Перу направил каждому из этих правительств ноту, предоставив 30-дневный срок для формирования ими единого правительства, полномочного представлять Эквадор, и заявил о возобновлении военных действий в противном случае. По истечении срока он лично возглавил эскадру из 15 кораблей с 6.000 солдат на борту, 12 ноября 1859 года вошедшую в порт Сантьяго-де-Гуаякиля, и потребовал разрешить высадку своих войск, что было принято, после чего перуанские силы заняли доминирующие высоты Мапасинке. 1 января 1860 года в городе состоялась встреча представителей эквадорских правительств, они делегировали Франко право вести переговоры с Рамоном Кастильей; настаивающие на ограничение правомочия (путём исключения территориальных вопросов) представители Гарсии Морено были арестованы и высланы, а перуанским войскам 7 января 1860 года было разрешено разместиться в казармах в самом городе.
25 января 1860 года представителями Франко и Кастильи был подписан Договор Мапасинке, восстанавливающий отношения между странами. По его условиям Эквадор аннулировал спорные концессионные соглашения, стороны обязались демаркировать границу с учётом королевского акта 1802 года. Президент Перу отказался от требования возмещения экспедиционных расходов, передал Франко обмундирование и оружие и 19 февраля 1860 года увёл свой флот со всем контингентом в порт базирования Кальяо.
26 апреля 1860 года Гарсия Морено предложил Франко кандидатуру Педро Карбо в качестве главы республики до созыва национального съезда; в ответ Франко потребовал подчинения контролируемых Гарсией Морено территорий и признания договора Мапасинке, после чего Гарсия Морено пошёл на союз с Хуаном Хосе Флоресом — их совместная кампания была начата 27 мая 1860 года и завершилась 24 сентября 1860 года битвой при Гуаякиле, в которой сторонники Франко потерпели поражение. Через месяц Гарсия Морено заявил о созыве в столице национального Конвента (исп. Convención Nacional), восстановившего единство страны и 17 января 1861 года объявившего его временным президентом.
|        | Портрет                                                               | Имя (годы жизни) | Полномочия       | Полномочия       | Выборы                                                         | Должность | Пр.           |
| Начало | Портрет                                                               | Имя (годы жизни) | Окончание        |                  | Выборы                                                         | Должность | Пр.           |
| ------ | --------------------------------------------------------------------- | --- | ---------------- | ---------------- | -------------------------------------------------------------- | --- | ------------- |
| 6      |                                                                       | Хуан Франсиско де Роблес-и-Гарсия (1811—1893) исп. Juan Francisco de Robles y García                                                                              | 16 октября 1856  | 31 августа 1859  | 1856                                                           | президент исп. Presidente                                                                                             | [ 53 ] [ 54 ] |
| —      |                                                                       | Габриель Грегорио Фернандо Хосе Мария Гарсия-и-Морено-и-Моран де Буитрон (1821—1875) исп. Gabriel Gregorio Fernando José María García y Moreno y Morán de Buitrón | 1 мая 1859       | 4 июня 1859      | [ комм. 39 ]                                                   | члены временного правительства исп. Integrantes del Gobierno Provisional                                              | [ 42 ]        |
| —      | Пасифико Чирибога-и-Борха (1810—1886) исп. Pacífico Chiriboga y Borja | | 1 мая 1859       | 4 июня 1859      | [ комм. 39 ]                                                   | члены временного правительства исп. Integrantes del Gobierno Provisional                                              | [ 42 ]        |
| —      |                                                                       | Мигель Франсиско Херонимо де Каррион Паласио-и-Эскудеро (1811—1893) исп. Miguel Francisco Jerónimo de Carrión Palacio y Escudero                                  | 1 мая 1859       | 6 мая 1859       | [ комм. 39 ]                                                   | члены временного правительства исп. Integrantes del Gobierno Provisional                                              | [ 42 ]        |
| —      | 6 мая 1859                                                            | Мигель Франсиско Херонимо де Каррион Паласио-и-Эскудеро (1811—1893) исп. Miguel Francisco Jerónimo de Carrión Palacio y Escudero                                  | 7 мая 1859       | [ комм. 41 ]     | временный президент (Куэнка) исп. Presidente Interino (Cuenca) | [ 55 ] |               |
| —      |                                                                       | Габриель Грегорио Фернандо Хосе Мария Гарсия-и-Морено-и-Моран де Буитрон (1821—1875) исп. Gabriel Gregorio Fernando José María García y Moreno y Morán de Buitrón | 4 июня 1859      | 31 августа 1859  | [ комм. 42 ]                                                   | верховный правитель (Куэнка) исп. Jefe Supremo (Cuenca)                                                               | [ 46 ]        |
| —      | 31 августа 1859                                                       | Габриель Грегорио Фернандо Хосе Мария Гарсия-и-Морено-и-Моран де Буитрон (1821—1875) исп. Gabriel Gregorio Fernando José María García y Moreno y Morán de Buitrón | 17 января 1861   |                  | [ комм. 42 ]                                                   | верховный правитель (Куэнка) исп. Jefe Supremo (Cuenca)                                                               | [ 46 ]        |
| —      |                                                                       | Гильермо Франко Эррера (1811—1873) исп. Guillermo Franco Herrera                                                                                                  | 21 августа 1859  | 24 сентября 1860 | [ комм. 44 ]                                                   | верховный правитель (Гуаяс и Асуай) исп. Jefe Supremo (Guayas y Azuay)                                                | [ 45 ]        |
| —      |                                                                       | Рафаэль Карвахаль Гусман (1818—1881) исп. Rafael Carvajal Guzmán                                                                                                  | 1 сентября 1859  | 10 января 1861   | [ комм. 45 ]                                                   | глава временного правительства (Тулькан и Кито) исп. Jefe del Gobierno Provisional (Tulcán y Quito)                   | [ 47 ]        |
| —      |                                                                       | Мануэль Каррион Пинсано (1809—1870) исп. Manuel Carrión Pinzano                                                                                                   | 18 сентября 1859 | 17 января 1861   | [ комм. 46 ]                                                   | военный и гражданский глава Федерального округа Лохиано исп. Jefe Supremo Civil y Militar del Distrito Federal Lojano | [ 48 ]        |

## «Эпоха Гарсиана» (1861—1875)

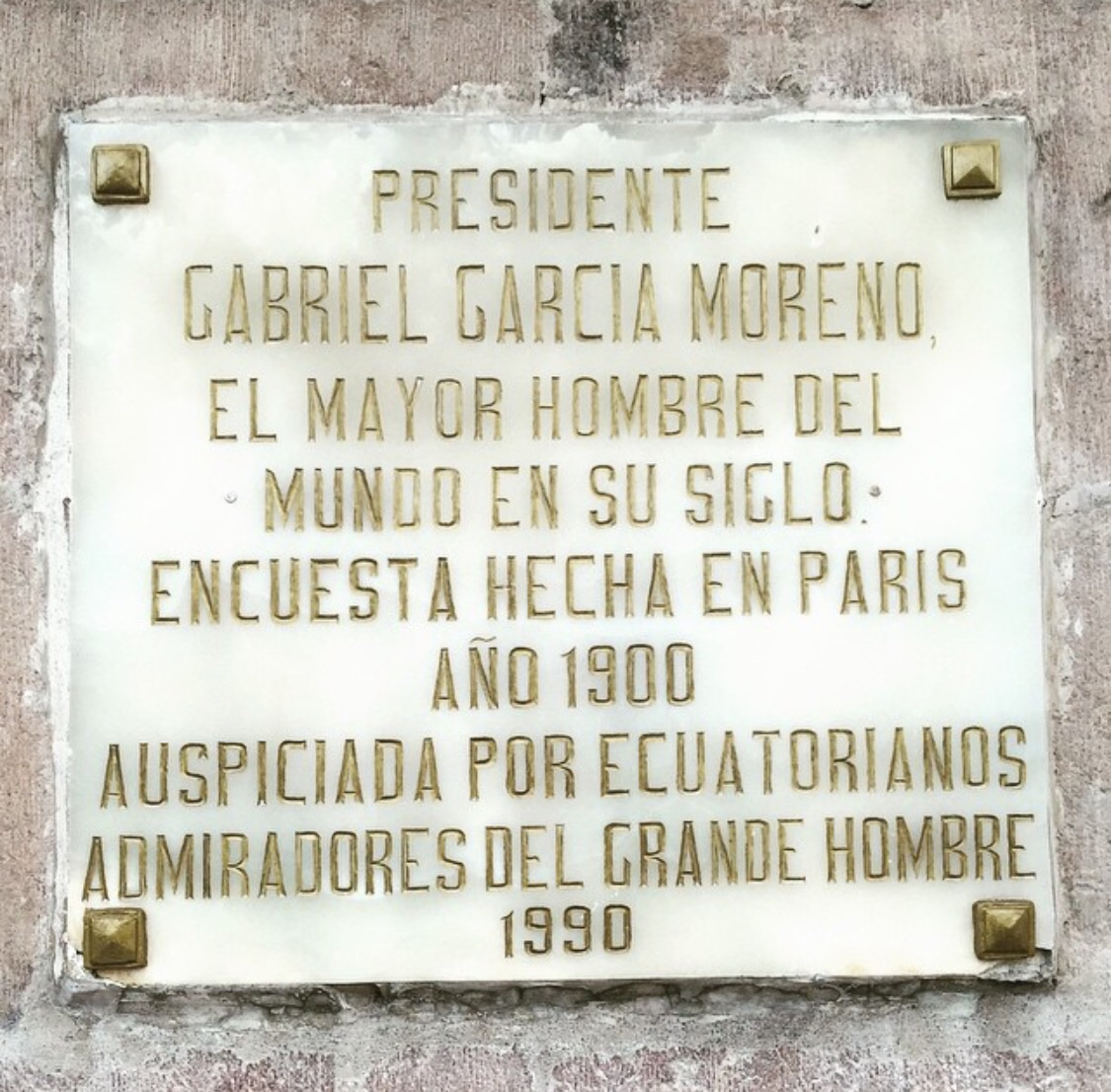
Мемориальная доска, посвящённая проведённому Le Figaro в Париже в 1900 году опросу, в котором Габриель Гарсия Морено был признан самым влиятельным человеком века

Период с 1861 по 1875 годы, когда в политике страны доминировал Габриель Гарсия Морено с его консервативной и католической политической доктриной, принято называть «Эпоха Гарсиана» (исп. Época Garciana).
24 сентября 1860 года в битве при Гуаякиле Гарсия Морено добился победы над сторонниками Гильермо Франко. Через месяц он заявил о созыве в столице национального Конвента (исп. Convención Nacional), восстановившего единство страны и 17 января 1861 года объявившего его временным президентом. 2 апреля 1861 года Гарсия Морено одержал победу на президентских выборах, через неделю Конвент одобрил предложенную им седьмую конституцию. Выигравший выборы 1865 года Херонимо Каррион в 1867 году столкнулся с противостоянием своих министров с руководством Конгресса и 6 ноября передал по требованию парламентариев полномочия вице-президенту Педро Хосе Артете для проведения в январе 1868 года новых выборов на сокращённый мандат (до завершения периода полномочий Карриона).
Победивший на них Хуан Хавьер Эспиноса, приближаясь к окончанию своих полномочий, организовал выборы, на которых основными оппонентами стали бывшие президент Гарсия Морено и вице-президент Артета (по оценкам, имевший бо́льшие шансы на победу). Эспиноса отказался вмешиваться в ход выборной кампании в пользу первого, и тот 19 января 1869 года при поддержке столичного гарнизона изолировал его, поместив под домашний арест. Отменив назначенные выборы, Гарсия Морено провозгласил себя исполняющим президентские обязанности и объявил о созыве нового национального Конвента с преобладанием своих сторонников. 16 мая 1869 года Конвент объявил его временным президентом и Мануэля Аскасуби временным вице-президентом; после отказа Гарсии Морено принять полномочия, временным президентом стал Аскасуби. Разработанная конституция (восьмая в истории страны) была одобрена на прошедшем 18 июля 1869 года референдуме. 9 августа Гарсия Морено был избран президентом на 6-летний срок, в мае 1875 года он баллотировался на третий срок и одержал победу, но незадолго до инаугурации был убит. Его сторонник, министр правительства (исп. ministro de Gobierno) Франсиско Леон получил чрезвычайные полномочия как «верховный руководитель эквадорской нации» (исп. Chef suprême de la Nation équatorienne) Тогда же прозвучал призыв архиепископа Ордоньеса о формировании единомышленниками Гарсии Морено политической консервативной партии, устав которой вскоре разработал Хуан Леон Мера. С 16 сентября за отсутствующего Леона Меру его полномочия взял на себя министр финансов (исп. ministro de Hacienda) Хосе Хавьер Эгигурен, 8 октября 1875 года официально ставший «ответственным за исполнительную власть» (исп. Encargado del Poder Ejecutivo).
Состоявшиеся 17—19 октября 1875 года выборы принесли победу противнику гарсианства Антонио Борреро.
|        | Портрет       | Имя (годы жизни) | Полномочия      | Полномочия      | Выборы                    | Должность                                                                            | Пр.    |
| Начало | Портрет       | Имя (годы жизни) | Окончание       |                 | Выборы                    | Должность                                                                            | Пр.    |
| ------ | ------------- | --- | --------------- | --------------- | ------------------------- | ------------------------------------------------------------------------------------ | ------ |
| —      |               | Габриель Грегорио Фернандо Хосе Мария Гарсия-и-Морено-и-Моран де Буитрон (1821—1875) исп. Gabriel Gregorio Fernando José María García y Moreno y Morán de Buitrón | 17 января 1861  | 2 апреля 1861   | [ комм. 49 ]              | временный президент исп. Presidente Provisional                                      | [ 46 ] |
| 7 (I)  | 2 апреля 1861 | Габриель Грегорио Фернандо Хосе Мария Гарсия-и-Морено-и-Моран де Буитрон (1821—1875) исп. Gabriel Gregorio Fernando José María García y Moreno y Morán de Buitrón | 31 августа 1865 | 1861            | президент исп. Presidente |                                                                                      | [ 46 ] |
| и. о.  |               | Рафаэль Карвахаль Гусман (1818—1881) исп. Rafael Carvajal Guzmán                                                                                                  | 31 августа 1865 | 7 сентября 1865 | [ комм. 50 ]              | исполняющий обязанности президента исп. Presidente Interino                          | [ 47 ] |
| 8      |               | Мигель Франсиско Херонимо де Каррион Паласио-и-Эскудеро (1811—1893) исп. Miguel Francisco Jerónimo de Carrión Palacio y Escudero                                  | 7 сентября 1865 | 6 ноября 1867   | 1865                      | президент исп. Presidente                                                            | [ 55 ] |
| и. о.  |               | Педро Хосе де Артета-и-Калисто (1797—1873) исп. Pedro José de Arteta y Calisto                                                                                    | 6 ноября 1867   | 20 января 1868  | [ комм. 51 ]              | исполняющий обязанности президента исп. Presidente Interino                          | [ 63 ] |
| 9      |               | Хуан Мануэль Франсиско Хавьер Эспиноса-и-Эспиноса де лос Мантерос (1815—1870) исп. José Manuel Francisco Javier Espinosa y Espinosa de los Monteros               | 20 января 1868  | 19 января 1869  | 1868                      | президент исп. Presidente                                                            | [ 58 ] |
| и. о.  |               | Габриель Грегорио Фернандо Хосе Мария Гарсия-и-Морено-и-Моран де Буитрон (1821—1875) исп. Gabriel Gregorio Fernando José María García y Moreno y Morán de Buitrón | 19 января 1869  | 16 мая 1869     | [ комм. 53 ]              | исполняющий обязанности президента исп. Presidente Interino                          | [ 46 ] |
| —      |               | Франсиско Хавьер Мануэль де Аскасуби-и-Матеу (1804—1876) исп. Francisco Javier Manuel de Ascázubi y Matheu                                                        | 16 мая 1869     | 10 августа 1869 | 1869, май                 | временный президент исп. Presidente Provisional                                      | [ 38 ] |
| 7 (II) |               | Габриель Грегорио Фернандо Хосе Мария Гарсия-и-Морено-и-Моран де Буитрон (1821—1875) исп. Gabriel Gregorio Fernando José María García y Moreno y Morán de Buitrón | 10 августа 1869 | 6 августа 1875  | 1869, август              | президент исп. Presidente                                                            | [ 46 ] |
| —      |               | Франсиско Хавьер Томас Леон-и-Чирибога (1832—1880) исп. Francisco Javier Tomás León y Chiriboga                                                                   | 6 августа 1875  | 8 октября 1875  | [ комм. 57 ]              | верховный руководитель эквадорской нации исп. Chef suprême de la Nation équatorienne | [ 60 ] |
| —      |               | Хосе Хавьер Эгигурен-и-Риофрио (1815—1884) исп. José Javier de Eguiguren y Ríofrío                                                                                | 8 октября 1875  | 9 декабря 1875  | [ комм. 58 ]              | ответственный за исполнительную власть исп. Encargado del Poder Ejecutivo            | [ 60 ] |

## Эпоха прогрессивизма (1875—1895)

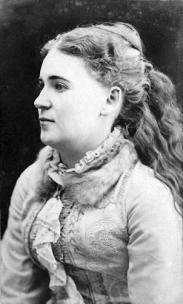
Марьета де Вейнтемилья, 1-я женщина, фактически руководившая правительством Эквадора

Период с 1875 по 1895 годы в эквадорской историографии принято называть «Эпоха прогрессивизма» (исп. Época progresista). Её началом считают победу Антонио Борреро на выборах в октябре 1875 года и его вступление на пост президента 9 декабря 1875 года. Помимо множества начатых им либеральных реформ вновь встал вопрос изменения конституции, основанной на католических и консервативных идеях. Однако Борреро отказался созывать новый специальный конвент и инициировал её реформирование через обсуждение в Конгрессе, что означало длительные дискуссии между оппонентами. Сторонники быстрых перемен, имеющие поддержку в армии, провозгласили 8 сентября 1876 года в городском совете Сантьяго-де-Гуаякиля верховным правителем командующего военным округом Игнасио Вейнтимилью. 14 декабря отряд под его командованием одержал победу над силами президента и 26 декабря 1876 года занял столицу. В январе 1878 года в городе Сан-Хуан-Баутиста-де-Амбато начала работать национальная Ассамблея (исп. Asamblea Nacional), которая 26 января 1878 года объявила Вейнтимилью временным президентом и приняла 6 апреля 1878 года девятую конституцию. 29 апреля 1878 года Ассамблея избрала Вейнтимилью президентом на 4-летний срок, по истечении которого он, отказавшись оставить пост, узурпировал 4 апреля 1882 года власть, опираясь на армию. Этому предшествовал мятеж в столице военного и морского министра (исп. ministro de Guerra y Marina) Корнелио Вернасы 26 марта 1882 года (когда президент находился в Сантьяго-де-Гуаякиле); мятеж был подавлен племянницей Вейнтимильи Марьетой де Вейнтемильей, игравшей роль первой леди при неженатом дяде и фактически управлявшей правительством в его отсутствие. Летом 1882 года по всей стране начались восстания; 14 января 1883 года после длительной осады объединёнными силами восставших был установлен контроль над столицей, где 16 января 1883 года ими был сформирован пентавриат («верховное временное правительство», исп. Supremo Gobierno Provisional); 9 июля 1883 года ими с боями был взят Сантьяго-де-Гуаякиль, Вейнтимилья бежал на пароходе в Перу.
17 сентября 1883 года в провинции Гуаяс против власти пентавриата восстал Педро Карбо; он удерживал контроль над провинцией до 11 октября 1883 года, когда наравне с членами пентавриата согласился с передачей исполнительной власти Рамону Борреро, вице-президенту начавшей работу национальной Ассамблеи (исп. Asamblea Nacional). 15 октября 1883 года временным президентом был избран Хосе Пласидо Кааманьо, но ввиду его отсутствия до 23 ноября полномочия исполнял временный вице-президент Рафаэль Переха. Борреро, Переха и Кааманьо стали первыми избранными политиками, представлявшими оформленную юридически партию (консервативную). 10 февраля 1878 года национальная Ассамблея избрала Кааманьо президентом страны, а 13 февраля — приняла десятую конституцию.
На выборах 1888 года победу одержал один из основателей Республиканской партии единства Антонио Флорес Хихон, в 1892 году — его сподвижник Луис Кордеро, который был вынужден досрочно уйти в отставку в связи с международным скандалом по продаже оружия, передав 16 апреля 1895 года полномочия вице-президенту Висенте Саласару, который 23 августа 1895 года уступил власть лидерам начавшейся либеральной революции.
|        | Портрет         | Имя (годы жизни) | Полномочия       | Полномочия      | Партия                            | Выборы                                          | Должность                                                                 | Пр.           |
| Начало | Портрет         | Имя (годы жизни) | Окончание        |                 | Партия                            | Выборы                                          | Должность                                                                 | Пр.           |
| ------ | --------------- | --- | ---------------- | --------------- | --------------------------------- | ----------------------------------------------- | ------------------------------------------------------------------------- | ------------- |
| 8      |                 | Антонио Мария Висенте Нарсисо Борреро-и-Кортасар (1827—1911) исп. Antonio María Vicente Narciso Borrero y Cortázar                               | 9 декабря 1875   | 26 декабря 1876 | независимый                       | 1875, октябрь                                   | президент исп. Presidente                                                 | [ 62 ]        |
| —      |                 | Марио Игнасио Франсиско Томас Антонио де Веинтемилья-и-Вильясис (1828—1908) исп. Mario Ignacio Francisco Tomás Antonio de Veintemilla y Villacís | 8 сентября 1876  | 26 декабря 1876 | армия                             | [ комм. 63 ]                                    | верховный правитель исп. Jefe Supremo                                     | [ 67 ]        |
| —      | 26 декабря 1876 | Марио Игнасио Франсиско Томас Антонио де Веинтемилья-и-Вильясис (1828—1908) исп. Mario Ignacio Francisco Tomás Antonio de Veintemilla y Villacís | 26 января 1878   | [ комм. 64 ]    | армия                             |                                                 | верховный правитель исп. Jefe Supremo                                     | [ 67 ]        |
| —      | 26 января 1878  | Марио Игнасио Франсиско Томас Антонио де Веинтемилья-и-Вильясис (1828—1908) исп. Mario Ignacio Francisco Tomás Antonio de Veintemilla y Villacís | 21 апреля 1878   | независимый     | [ комм. 65 ]                      | временный президент исп. Presidente Provisional |                                                                           | [ 67 ]        |
| 9      | 21 апреля 1878  | Марио Игнасио Франсиско Томас Антонио де Веинтемилья-и-Вильясис (1828—1908) исп. Mario Ignacio Francisco Tomás Antonio de Veintemilla y Villacís | 4 апреля 1882    | независимый     | 1878                              | президент исп. Presidente                       |                                                                           | [ 67 ]        |
| —      | 4 апреля 1882   | Марио Игнасио Франсиско Томас Антонио де Веинтемилья-и-Вильясис (1828—1908) исп. Mario Ignacio Francisco Tomás Antonio de Veintemilla y Villacís | 9 июля 1883      | армия           | [ комм. 66 ]                      | верховный правитель исп. Jefe Supremo           |                                                                           | [ 67 ]        |
| —      |                 | Хосе Мария Сарасати (1837—1926) исп. José María Sarastí y Ladrón de Guevara                                                                      | 16 января 1883   | 9 июля 1883     | независимый                       | [ комм. 67 ]                                    | верховное временное правительство исп. Supremo Gobierno Provisional       | [ 69 ]        |
| —      |                 | Луис Бенхамин Кордеро-и-Креспо (1833—1912) исп. Luis Benjamín Cordero y Crespo                                                                   | 16 января 1883   | 9 июля 1883     | независимый                       | [ комм. 67 ]                                    | верховное временное правительство исп. Supremo Gobierno Provisional       | [ 69 ] [ 75 ] |
| —      |                 | Агустин Гуэрреро Лисарсабуру (1819—1902) исп. Agustín Guerrero Lizarzaburu                                                                       | 16 января 1883   | 9 июля 1883     | независимый                       | [ комм. 67 ]                                    | верховное временное правительство исп. Supremo Gobierno Provisional       | [ 69 ] [ 77 ] |
| —      |                 | Рафаэль Перес Переха (1836—1897) исп. Rafael Pérez Pareja                                                                                        | 16 января 1883   | 9 июля 1883     | независимый                       | [ комм. 67 ]                                    | верховное временное правительство исп. Supremo Gobierno Provisional       | [ 69 ]        |
| —      |                 | Педро Игнасио Лисарсабуру-и-Борха (1834—1902) исп. Pedro Ignacio Lizarzaburu y Borja                                                             | 16 января 1883   | 9 июля 1883     | независимый                       | [ комм. 67 ]                                    | верховное временное правительство исп. Supremo Gobierno Provisional       | [ 69 ] [ 78 ] |
| —      |                 | Хосе Мария Сарасати (1837—1926) исп. José María Sarastí y Ladrón de Guevara                                                                      | 9 июля 1883      | 11 октября 1883 | независимый                       | [ комм. 67 ]                                    | верховное временное правительство исп. Supremo Gobierno Provisional       | [ 69 ]        |
| —      |                 | Луис Бенхамин Кордеро-и-Креспо (1833—1912) исп. Luis Benjamín Cordero y Crespo                                                                   | 9 июля 1883      | 11 октября 1883 | независимый                       | [ комм. 67 ]                                    | верховное временное правительство исп. Supremo Gobierno Provisional       | [ 69 ] [ 75 ] |
| —      |                 | Агустин Гуэрреро Лисарсабуру (1819—1902) исп. Agustín Guerrero Lizarzaburu                                                                       | 9 июля 1883      | 11 октября 1883 | независимый                       | [ комм. 67 ]                                    | верховное временное правительство исп. Supremo Gobierno Provisional       | [ 69 ] [ 77 ] |
| —      |                 | Рафаэль Перес Переха (1836—1897) исп. Rafael Pérez Pareja                                                                                        | 9 июля 1883      | 11 октября 1883 | независимый                       | [ комм. 67 ]                                    | верховное временное правительство исп. Supremo Gobierno Provisional       | [ 69 ]        |
| —      |                 | Педро Игнасио Лисарсабуру-и-Борха (1834—1902) исп. Pedro Ignacio Lizarzaburu y Borja                                                             | 9 июля 1883      | 11 октября 1883 | независимый                       | [ комм. 67 ]                                    | верховное временное правительство исп. Supremo Gobierno Provisional       | [ 69 ] [ 78 ] |
| —      |                 | Педро Хосе Карбо-и-Нобоа (1813—1894) исп. Pedro José Carbo y Noboa                                                                               | 17 сентября 1883 | 11 октября 1883 | независимый                       | [ комм. 68 ]                                    | верховный правитель (Гуаяс) исп. Jefe Supremo (Guayas)                    | [ 70 ]        |
| —      |                 | Рамон Антонио Борреро-и-Кортасар (1824—1895) исп. Ramón Antonio Borrero y Cortázar                                                               | 11 октября 1883  | 15 октября 1883 | Эквадорская консервативная партия | [ комм. 69 ]                                    | ответственный за исполнительную власть исп. Encargado del Poder Ejecutivo | [ 71 ]        |
| и. о.  |                 | Рафаэль Перес Переха (1836—1897) исп. Rafael Pérez Pareja                                                                                        | 15 октября 1883  | 23 ноября 1883  | Эквадорская консервативная партия | [ комм. 70 ]                                    | исполняющий обязанности президента исп. Presidente Interino               | [ 69 ]        |
| —      |                 | Хосе Мария Пласидо де ла Кааманьо-и-Гомес Корнехо (1837—1900) исп. José María Plácido de la Trinidad Caamaño y Gómez Cornejo                     | 23 ноября 1883   | 10 февраля 1884 | Эквадорская консервативная партия | [ комм. 65 ]                                    | временный президент исп. Presidente Provisional                           | [ 79 ]        |
| 10     | 10 февраля 1884 | Хосе Мария Пласидо де ла Кааманьо-и-Гомес Корнехо (1837—1900) исп. José María Plácido de la Trinidad Caamaño y Gómez Cornejo                     | 30 июня 1888     | 1884            | Эквадорская консервативная партия | президент исп. Presidente                       |                                                                           | [ 79 ]        |
| и. о.  |                 | Педро Хосе Севальос-и-Фернандес Сальвадор (1830—1892) исп. Pedro José Cevallos y Fernández Salvador                                              | 1 июля 1888      | 17 августа 1888 | Республиканская партия единства   | [ комм. 71 ]                                    | исполняющий обязанности президента исп. Presidente Interino               | [ 65 ]        |
| 11     |                 | Хуан Антонио Мария Флорес-и-Хихон де Виванко (1833—1915) исп. Juan Antonio María Flores y Jijón de Vivanco                                       | 17 августа 1888  | 1 июля 1892     | Республиканская партия единства   | 1888                                            | президент исп. Presidente                                                 | [ 73 ] [ 74 ] |
| 12     |                 | Луис Бенхамин Кордеро-и-Креспо (1833—1912) исп. Luis Benjamín Cordero y Crespo                                                                   | 1 июля 1892      | 16 апреля 1895  | Республиканская партия единства   | 1892                                            | президент исп. Presidente                                                 | [ 75 ]        |
| и. о.  |                 | Висенте Лусио Саласар-и-Кабаль (1832—1896) исп. Vicente Lucio Salazar y Cabal                                                                    | 16 апреля 1895   | 23 августа 1895 | Эквадорская консервативная партия | [ комм. 73 ]                                    | исполняющий обязанности президента исп. Presidente Interino               | [ 76 ]        |

## Либеральная революция (1895—1925)
«Либеральная революция» (процесс преобразований при доминировании сторонников либеральной идеологии), началась 5 июня 1895 года столкновением в Сантьяго-де-Гуаякиле между либералами, в основном выходцами с побережья, и консерваторами, опирающимися на города Андийского региона (Сьерры), которое положило начало гражданской войне. Восставшие провозгласили верховным правителем находившегося в изгнании Элоя Альфаро, который смог вернуться в страну и возглавить их 19 июня. 23 августа 1895 года армия либералистов после двухмесячной осады взяла Санта-Ана-де-лос-кватро-Риос-де-Куэнку, последний крупный город, контролировавшийся их противниками. Собравшаяся 9 октября 1896 года в Сантьяго-де-Гуаякиле национальная Ассамблея (исп. Asamblea Nacional) вскоре была перенесена в столицу из-за пожара, уничтожившего треть города. В день открытия она объявила Альфаро временным президентом и 14 января 1897 года обнародовала одиннадцатую конституцию, закрепившую секуляризацию общественной жизни. 17 января 1897 года Альфаро был избран новым президентом. Последующие выборы выиграли его однопартийцы: Леонидас Пласа Гутьеррес в 1901 году и Лисардо Гарсия Сорроса в 1905 году. Однако внутрипартийная борьба привела к тому, что Альфаро в новогоднюю ночь выступил против Гарсии Сорроса под лозунгами спасения революции и к середине января 1906 года установил контроль над большей частью страны; 16 января 1906 года он вошёл в столицу, где вновь принял на себя полномочия верховного правителя. В октябре 1906 года в Сан-Франсиско-де-Кито была созвана новая национальная Ассамблея (исп. Asamblea Nacional), объявившая его временным президентом, а после принятия двенадцатой конституции избравшая Альфаро на второй президентский срок.
Внутрипартийный конфликт вновь обострился в 1911—1912 годах. Незадолго до завершения мандата Альфаро был отстранён с поста президента и эмигрировал; 12 августа 1911 года исполнять полномочия главы государства стал президент Сената Карлос Фрейле Сальдумбиде, который организовал выборы, принёсшие победу Эмилио Эстраде, занявшему президентский пост 1 сентября 1911 года, но вскоре скончавшемуся от сердечного приступа, после чего с 21 декабря 1911 года Фрейле Сальдумбиде вернулся к исполнению обязанностей главы государства. В январе 1912 года Альфаро и ряд других политиков вернулись в страну в надежде повлиять на предстоящие выборы, однако были арестованы в Сантьяго-де-Гуаякиле, этапированы в столицу и 29 января 1912 года растерзаны толпой, ворвавшейся в тюрьму (действия которой поставили в вину Фрейле Сальдумбиде). 6 марта 1912 года под угрозой смерти он подал в отставку с поста президента Сената, и полномочия главы государства перешли к президенту Палаты депутатов Франсиско Андраде Марине, который (после безуспешных попыток провести президентские выборы) на открывшейся сессии Конгресса передал полномочия новому президенту Сената Альфредо Бакерисо. Вскоре Бокерисо смог организовать выборы, на которых второй президентский мандат получил Леонидас Пласа Гутьеррес.
В последующее десятилетие передача президентских полномочий происходила в конституционном порядке, при этом либеральная партия сохраняла своё доминирование, несмотря на внутреннюю борьбу между умеренными и радикальными группами, следствием которой стало трансформирование в 1921 году её самой в радикальную либеральную партию. 9 июля 1925 года президент-либерал Гонсало Сегундо Кордова был свергнут в результате Июльской революции.
|         | Портрет                                    | Имя (годы жизни) | Полномочия      | Полномочия      | Партия                         | Выборы                                          | Должность                                                            | Пр.           |
| Начало  | Портрет                                    | Имя (годы жизни) | Окончание       |                 | Партия                         | Выборы                                          | Должность                                                            | Пр.           |
| ------- | ------------------------------------------ | --- | --------------- | --------------- | ------------------------------ | ----------------------------------------------- | -------------------------------------------------------------------- | ------------- |
| —       |                                            | Хосе Элой Альфаро Дельгадо (1842—1912) исп. José Eloy Alfaro Delgado                                                                                        | 5 июня 1895     | 23 августа 1895 | Эквадорская либеральная партия | [ комм. 74 ]                                    | верховный правитель исп. Jefe Supremo                                | [ 83 ] [ 84 ] |
| —       | 23 августа 1895                            | Хосе Элой Альфаро Дельгадо (1842—1912) исп. José Eloy Alfaro Delgado                                                                                        | 9 октября 1896  |                 | Эквадорская либеральная партия | [ комм. 74 ]                                    | верховный правитель исп. Jefe Supremo                                | [ 83 ] [ 84 ] |
| —       | 9 октября 1896                             | Хосе Элой Альфаро Дельгадо (1842—1912) исп. José Eloy Alfaro Delgado                                                                                        | 17 января 1897  | [ комм. 65 ]    | Эквадорская либеральная партия | временный президент исп. Presidente Provisional |                                                                      | [ 83 ] [ 84 ] |
| 13 (I)  | 17 января 1897                             | Хосе Элой Альфаро Дельгадо (1842—1912) исп. José Eloy Alfaro Delgado                                                                                        | 1 сентября 1901 | 1897            | Эквадорская либеральная партия | президент исп. Presidente                       |                                                                      | [ 83 ] [ 84 ] |
| 14 (I)  |                                            | Леонидас Пласа Гутьеррес де Кавьедес (1865—1932) исп. Leónidas Plaza Gutiérrez de Caviedes                                                                  | 1 сентября 1901 | 1 сентября 1905 | Эквадорская либеральная партия | президент исп. Presidente                       | 1901                                                                 | [ 86 ] [ 87 ] |
| 15      |                                            | Лисардо Гарсия Сорроса (1844—1937) исп. Lizardo García Sorroza                                                                                              | 1 сентября 1905 | 16 января 1906  | Эквадорская либеральная партия | президент исп. Presidente                       | 1905                                                                 | [ 88 ] [ 89 ] |
| —       |                                            | Хосе Элой Альфаро Дельгадо (1842—1912) исп. José Eloy Alfaro Delgado                                                                                        | 16 января 1906  | 9 октября 1906  | Эквадорская либеральная партия | [ комм. 75 ]                                    | верховный правитель исп. Jefe Supremo                                | [ 83 ] [ 84 ] |
| —       | 9 октября 1906                             | Хосе Элой Альфаро Дельгадо (1842—1912) исп. José Eloy Alfaro Delgado                                                                                        | 1 января 1907   | [ комм. 65 ]    | Эквадорская либеральная партия | временный президент исп. Presidente Provisional |                                                                      | [ 83 ] [ 84 ] |
| 13 (II) | 1 января 1907                              | Хосе Элой Альфаро Дельгадо (1842—1912) исп. José Eloy Alfaro Delgado                                                                                        | 12 августа 1911 | 1906            | Эквадорская либеральная партия | президент исп. Presidente                       |                                                                      | [ 83 ] [ 84 ] |
| и. о.   |                                            | Карлос Фрейле Сальдумбиде (1856—1928) исп. Carlos Freile Zaldumbide                                                                                         | 12 августа 1911 | 1 сентября 1911 | Эквадорская либеральная партия | [ комм. 77 ]                                    | президент Сената исп. Presidente de la Cámara del Senado             | [ 91 ]        |
| 16      |                                            | Эмилио Антонио Херонимо Эстрада-и-Кармона (1855—1911) исп. Emilio Antonio Jerónimo Estrada y Carmona                                                        | 1 сентября 1911 | 21 декабря 1911 | Эквадорская либеральная партия | 1911                                            | президент исп. Presidente                                            | [ 92 ]        |
| и. о.   |                                            | Карлос Фрейле Сальдумбиде (1856—1928) исп. Carlos Freile Zaldumbide                                                                                         | 21 декабря 1911 | 6 марта 1912    | Эквадорская либеральная партия | [ комм. 77 ]                                    | президент Сената исп. Presidente de la Cámara del Senado             | [ 91 ]        |
| и. о.   |                                            | Франсиско Игинио Андраде Марин-и-Рибаденейра (1841—1935) исп. Francisco Higinio Andrade Marín y Ribadeneira                                                 | 6 марта 1912    | 10 августа 1912 | Эквадорская либеральная партия | [ комм. 79 ]                                    | президент Палаты депутатов исп. Presidente de la Cámara de Diputados | [ 93 ]        |
| и. о.   |                                            | Хосе Альфредо Венсеслао дель Корасон де ла Консепсьон Бакерисо Морено (1856—1928) исп. José Alfredo Wenceslao del Corazón de la Concepción Baquerizo Moreno | 10 августа 1912 | 1 сентября 1912 | Эквадорская либеральная партия | [ комм. 77 ]                                    | президент Сената исп. Presidente de la Cámara del Senado             | [ 91 ] [ 94 ] |
| 14 (II) |                                            | Леонидас Пласа Гутьеррес де Кавьедес (1865—1932) исп. Leónidas Plaza Gutiérrez de Caviedes                                                                  | 1 сентября 1912 | 1 сентября 1916 | Эквадорская либеральная партия | 1912                                            | президент исп. Presidente                                            | [ 86 ] [ 87 ] |
| 17      |                                            | Хосе Альфредо Венсеслао дель Корасон де ла Консепсьон Бакерисо Морено (1856—1928) исп. José Alfredo Wenceslao del Corazón de la Concepción Baquerizo Moreno | 1 сентября 1916 | 1 сентября 1920 | Эквадорская либеральная партия | 1916                                            | президент исп. Presidente                                            | [ 91 ] [ 94 ] |
| 18      |                                            | Хосе Луис Тамайо Теран (1858—1947) исп. José Luis Tamayo Terán                                                                                              | 1 сентября 1920 | 1 сентября 1924 | Эквадорская либеральная партия | 1920                                            | президент исп. Presidente                                            | [ 97 ]        |
|         | Эквадорская радикальная либеральная партия | Хосе Луис Тамайо Теран (1858—1947) исп. José Luis Tamayo Terán                                                                                              | 1 сентября 1920 | 1 сентября 1924 |                                | 1920                                            | президент исп. Presidente                                            | [ 97 ]        |
| 19      |                                            | Гонсало Сегундо Кордова-и-Ривера (1863—1928) исп. Gonzalo Segundo Córdova y Rivera                                                                          | 1 сентября 1924 | 9 июля 1925     | 1924                           | [ 98 ]                                          | президент исп. Presidente                                            |               |

## Июльская революция (1925—1926)
9 июля 1925 года президент Гонсало Сегундо Кордова был свергнут в результате Июльской революции, возглавленной молодыми армейскими офицерами, получившей массовую поддержку населения и прекратившей предшествующий либеральный режим, обвиняемый в плутократии. Созданная Верховная военная хунта (исп. Junta Militar Suprema) на следующий день сформировала Временную правительственную хунту (исп. Junta de Gobierno Provisional) с участием военных и гражданских лиц, в которой существовала еженедельная ротация замещения поста председателя. Проект создания Центрального банка Эквадора и экспроприации металлических резервов частных банков-эмитентов страны, большинство из которых базировались в Сантьяго-де-Гуаякиле, вызвал сопротивление со стороны банковских кругов, переросшее в межрегиональный конфликт и приведшее к отставке правительственной хунты 9 января 1926 года. Новый её состав был назначен под руководством Умберто Альборноса Санчеса, а 10 марта 1926 года председателем был назначен Хулио Энрике Морено Пеньяэррера. 1 апреля 1926 года Верховная военная хунта назначила временным президентом страны Исидро Айору.
|        | Портрет | Имя (годы жизни) | Полномочия     | Полномочия      | Партия      | Должность                                                                                       | Пр.     |
| Начало | Портрет | Имя (годы жизни) | Окончание      |                 | Партия      | Должность                                                                                       | Пр.     |
| ------ | ------- | --- | -------------- | --------------- | ----------- | ----------------------------------------------------------------------------------------------- | ------- |
| —      |         | майор Луис Тельмо Пас-и-Миньо Эстрелья (1884—?) исп. Luis Telmo Paz y Miño Estrella как президент Верховной военной хунты в составе: майор Карлос Гуэрро исп. Carlos Guerrero капитан Эмилио Вильдевьесо исп. Emilio Valdivieso лейтенант Федерико Струве исп. Federico Struve младший лейтенант Анхель Бонилья исп. Ángel Bonilla | 9 июля 1925    | 10 июля 1925    | армия       | президент Верховной военной хунты исп. Presidente de la Junta militar Suprema                   | [ 96 ]  |
| —      |         | Луис Энрике Наполеон Дильон Кабесас (1875—1929) исп. Luis Enrique Napoleón Dillon Cabezas | 10 июля 1925   | 10 января 1926  | независимый | члены Верховной правительственной хунты исп. Integrantes del Junta de Gobierno Provisional      | [ 103 ] |
| —      |         | Педро Пабло Гарайкоа Кабанилья (1874—1936) исп. Pedro Pablo Garaicoa Cabanilla | 10 июля 1925   | 10 января 1926  | независимый | члены Верховной правительственной хунты исп. Integrantes del Junta de Gobierno Provisional      | [ 96 ]  |
| —      |         | Мойсес Олива Охеда (1874—1926) исп. Moisés Oliva Ojeda | 10 июля 1925   | 14 июля 1925    | независимый | члены Верховной правительственной хунты исп. Integrantes del Junta de Gobierno Provisional      | [ 96 ]  |
| —      |         | Франсиско Гомес де ла Торре (1885—1966) исп. Francisco Gómez de la Torre Zaldumbide | 10 июля 1925   | 24 октября 1925 | независимый | члены Верховной правительственной хунты исп. Integrantes del Junta de Gobierno Provisional      | [ 96 ]  |
| —      |         | Хосе Рафаэль Бустаманте Севальос (1881—1961) исп. José Rafael Bustamante Cevallos | 10 июля 1925   | 22 декабря 1925 | независимый | члены Верховной правительственной хунты исп. Integrantes del Junta de Gobierno Provisional      | [ 104 ] |
| —      |         | Хосе Модесто Мануэль Ларреа Хихон (1890—1957) исп. José Modesto Manuel Larrea Jijón | 13 июля 1925   | 10 января 1926  | независимый | члены Верховной правительственной хунты исп. Integrantes del Junta de Gobierno Provisional      | [ 96 ]  |
| —      |         | Франсиско Хосе Болонья Роландо (1882—1955) исп. Francisco José Boloña Rolando | 13 июля 1925   | 10 января 1926  | независимый | члены Верховной правительственной хунты исп. Integrantes del Junta de Gobierno Provisional      | [ 96 ]  |
| —      |         | Франсиско Арисага Луке (1900—1964) исп. Francisco Arízaga Luque | 14 июля 1925   | 10 января 1926  | независимый | члены Верховной правительственной хунты исп. Integrantes del Junta de Gobierno Provisional      | [ 105 ] |
| —      |         | Умберто Альборнос Санчес (1894—1959) исп. Humberto Albornoz Sánchez как президент Верховной правительственной хунты в составе: Хулио Энрике Морено Пеньяэррера исп. Julio Enrique Moreno Peñaherrera Омеро Витери Лафронте исп. Homero Viteri Lafronte Исидро Рамон Антонио Айора Куэва исп. Isidro Ramon Antonio Ayora Cueva Адольфо Идальго Неварес исп. Adolfo Hidalgo Nevárez Хосе Гомес Гаульт исп. José Gómez Gault Педро Пабло Эгуэс Бакерисо исп. Pedro Pablo Egüez Baquerizo | 10 января 1926 | 10 марта 1926   | независимый | президент Верховной правительственной хунты исп. Presidente de la Junta de Gobierno Provisional | [ 96 ]  |
| —      |         | Хулио Энрике Морено Пеньяэррера (1879—1952) исп. Julio Enrique Moreno Peñaherrera как президент Верховной правительственной хунты в составе: Умберто Альборнос Санчес исп. Humberto Albornoz Sánchez Омеро Витери Лафронте исп. Homero Viteri Lafronte Исидро Рамон Антонио Айора Куэва исп. Isidro Ramon Antonio Ayora Cueva Адольфо Идальго Неварес исп. Adolfo Hidalgo Nevárez Хосе Гомес Гаульт исп. José Gómez Gault Педро Пабло Эгуэс Бакерисо исп. Pedro Pablo Egüez Baquerizo | 10 марта 1926  | 1 апреля 1926   | независимый | президент Верховной правительственной хунты исп. Presidente de la Junta de Gobierno Provisional | [ 100 ] |

## От Июльской революции до «Славной революции» (1926—1944)
1 апреля 1926 года Верховная военная хунта, созданная в ходе Июльской революции, назначила временным президентом страны Исидро Айору. 9 декабря 1928 года в Сан-Франсиско-де-Кито была созвана национальная Ассамблея (исп. Asamblea Nacional), объявившая его 10 октября 1928 года исполняющим обязанности президента и принявшая тринадцатую конституцию, расширившую полномочия Конгресса и предоставившую избирательные права женщинам. 17 апреля 1929 года Айора был избран президентом, но подал в отставку до завершения мандата. 24 августа 1931 года полномочия по руководству исполнительной властью взял на себя сторонник социалистических идей министр правительства Луис Ларреа Альба. Не сумев получить от национального Конгресса чрезвычайные полномочия, он назначил президента Сената (и бывшего президента страны) Альфредо Бакерисо министром правительства и 15 октября 1931 года передал руководство исполнительной властью ему. 20—21 октября 1931 года состоялись выборы, победу на которых одержал консерватор Нептали Банифас Аскасуби, однако Конгресс дисквалифицировал его кандидатуру из-за наличия перуанского гражданства; 27 августа 1932 года сторонники Бонифаса подняли восстание столичного гарнизона с требованием роспуска Конгресса и отставки правительства. На улицах начались кровавые столкновения с лояльными правительству войсками, продолжавшиеся 4 дня и получившие название «Четырёхдневная война». 28 августа Бакерисо укрылся в посольстве Аргентины, а исполнительную власть принял новый министр правительства Карлос Фрейле Ларреа. После подавления восстания Конгресс передал исполнительные полномочия своему президенту Альберто Герреро Мартинесу. На прошедших 30—31 октября 1932 года выборах президентом стал либерал Хуан де Диос Мартинес, но 17 октября 1933 года новый состав Конгресса, в котором сложился союз между консерваторами и независимыми депутатами, принял решение об его импичменте.
21 октября 1933 года министр правительства Абелардо Монтальво принял ответственность за исполнительную власть; 14—15 декабря 1933 года он организовавший выборы и передал полномочия 1 сентября 1934 года избранному независимому кандидату Хосе Марии Веласко Ибарре. 19 августа 1935 года Веласко Ибарра попытался объявить себя диктатором, распустив Конгресс и приказав арестовать депутатов, однако вскоре сам был заключён под стражу армейскими офицерами, освободившими арестованных и вынудившими его подать в отставку. 21 августа 1935 года полномочия по управлению страной вновь перешли к министру правительства, Антонио Понсу, однако 26 сентября он, не сумев снизить накал полемики соперничающих между собой политиков, передал власть армейскому руководству, сформировавшему военную хунту. Через несколько часов хунта назначила «ответственным за верховное управление» министра общественных работ (исп. ministro de Obras Públicas) Федерико Паэсу Чирибоге. 10 августа 1937 года созванная национальная Ассамблея предоставила ему чрезвычайные полномочия и избрала временным президентом, что вызвало протест в армейских кругах и привело к его отстранению в результате переворота, организованного министром национальной обороны (исп. ministro de Defensa Nacional) Альберто Энрикесом Гальо. Новая национальная Ассамблея 10 августа 1938 года избрала временным президентом Мануэль Мария Борреро, а 10 августа 1938 года утвердила четырнадцатую конституцию (которая так и не была обнародована) и избрала президентом Аурелио Москеру Нарваэса, восстановившего 2 февраля 1939 года действие конституции 1906 года. После его внезапной смерти 17 ноября 1939 года исполнять обязанности главы государства стал президент Сената Карлос Альберто Арройо дель Рио. 11 декабря 1939 года он передал эти полномочия президенту Палаты депутатов Андресу Кордове. На прошедших 10—11 января 1940 года выборах президентом был избран Арройо дель Рио, что стало причиной инспирированных его соперником Веласко Ибаррой волнений и неудачной попытки переворота. Кордова предпочёл передать полномочия на открывшейся сессии Конгресса новому президенту Сената Хулио Энрике Морено Пеньяэррере, который обеспечил вступление Арройо дель Рио в должность 1 сентября 1940 года.
Намеченные на июнь 1944 года выборы сплотили оппозицию, создавшую предвыборный «Эквадорский демократический альянс» (исп. Alianza Democrática Ecuatoriana) в поддержку Веласко Ибарры. Предполагая подготовку фальсификации результатов, оппозиция организовала массовые волнения, приведшие к столкновениям с карабинерами; 28 мая 1944 года в Сантьяго-де-Гуаякиле их казармы были захвачены, что стало началом «Славной революции» (исп. Revolución La Gloriosa). На следующий день Арройо дель Рио передал полномочия главы государства вице-президенту Сената Фаусто Наварро Альенде (оба президента палат Конгресса участвовали в выборах и отказались принять полномочия), однако Политическое бюро Эквадорского демократического альянса отвергло его и взяло на себя полноту государственной власти.
|        | Портрет         | Имя (годы жизни) | Полномочия              | Полномочия              | Партия                                     | Выборы                                                      | Должность                                                                 | Пр.             |
| Начало | Портрет         | Имя (годы жизни) | Окончание               |                         | Партия                                     | Выборы                                                      | Должность                                                                 | Пр.             |
| ------ | --------------- | --- | ----------------------- | ----------------------- | ------------------------------------------ | ----------------------------------------------------------- | ------------------------------------------------------------------------- | --------------- |
| —      |                 | Исидро Рамон Антонио Айора Куэва (1879—1978) исп. Isidro Ramon Antonio Ayora Cueva                                                                          | 1 апреля 1926           | 10 октября 1928         | независимый                                | [ комм. 87 ]                                                | временный президент исп. Presidente Provisional                           | [ 101 ] [ 102 ] |
| и. о.  | 10 октября 1928 | Исидро Рамон Антонио Айора Куэва (1879—1978) исп. Isidro Ramon Antonio Ayora Cueva                                                                          | 17 апреля 1929          | [ комм. 65 ]            | независимый                                | исполняющий обязанности президента исп. Presidente Interino |                                                                           | [ 101 ] [ 102 ] |
| 20     | 17 апреля 1929  | Исидро Рамон Антонио Айора Куэва (1879—1978) исп. Isidro Ramon Antonio Ayora Cueva                                                                          | 24 августа 1931         | 1929                    | независимый                                | президент исп. Presidente                                   |                                                                           | [ 101 ] [ 102 ] |
| —      |                 | Луис Альберто Ларреа Альба (1894—1979) исп. Luis Alberto Larrea Alba                                                                                        | 24 августа 1931         | 15 октября 1931         | независимый                                | [ комм. 89 ]                                                | ответственный за исполнительную власть исп. Encargado del Poder Ejecutivo | [ 107 ]         |
| —      |                 | Хосе Альфредо Венсеслао дель Корасон де ла Консепсьон Бакерисо Морено (1856—1928) исп. José Alfredo Wenceslao del Corazón de la Concepción Baquerizo Moreno | 15 октября 1931         | 28 августа 1932         | Эквадорская радикальная либеральная партия | [ комм. 90 ]                                                | ответственный за исполнительную власть исп. Encargado del Poder Ejecutivo | [ 94 ]          |
| —      |                 | Карлос Эдуардо Фрейле Ларреа (1876—1942) исп. Carlos Eduardo Freile Larrea                                                                                  | 28 августа 1932         | 2 сентября 1932         | Эквадорская радикальная либеральная партия | [ комм. 91 ]                                                | ответственный за исполнительную власть исп. Encargado del Poder Ejecutivo | [ 109 ]         |
| —      |                 | Альберто Герреро Мартинес (1878—1941) исп. Alberto Guerrero Martínez                                                                                        | 2 сентября 1932         | 5 декабря 1932          | Эквадорская радикальная либеральная партия | [ комм. 92 ]                                                | ответственный за исполнительную власть исп. Encargado del Poder Ejecutivo | [ 110 ]         |
| 21     |                 | Хуан де Диос Мартинес Мера (1875—1955) исп. Juan de Dios Martínez Mera                                                                                      | 5 декабря 1932          | 20 октября 1933         | Эквадорская радикальная либеральная партия | 1932                                                        | президент исп. Presidente                                                 | [ 111 ]         |
| —      |                 | Абелардо Монтальво Альвеар (1876—1950) исп. Abelardo Montalvo Alvear                                                                                        | 21 октября 1933         | 1 сентября 1934         | Эквадорская радикальная либеральная партия | [ комм. 94 ]                                                | ответственный за исполнительную власть исп. Encargado del Poder Ejecutivo | [ 112 ]         |
| 22 (I) |                 | Хосе Мария Веласко Ибарра (1893—1979) исп. José María Velasco Ibarra                                                                                        | 1 сентября 1934         | 21 августа 1935         | независимый                                | 1933                                                        | президент исп. Presidente                                                 | [ 113 ]         |
| —      |                 | Антонио Понс Кампусано (1897—1980) исп. Antonio Pons Campuzano                                                                                              | 21 августа 1935         | 26 сентября 1935        | Эквадорская радикальная либеральная партия | [ комм. 97 ]                                                | ответственный за исполнительную власть исп. Encargado del Poder Ejecutivo | [ 114 ]         |
| —      |                 | Бенигно Анраде Флорес (1892—1922) исп. Benigno Andrade Flores                                                                                               | 26 сентября 1935 (часы) | 26 сентября 1935 (часы) | армия                                      | [ комм. 98 ]                                                | председатель военной хунты исп. Presidente del Junta militar              | [ 114 ]         |
| —      |                 | Федерико Паэс Чирибога (1877—1974) исп. Federico Páez Chiriboga                                                                                             | 26 сентября 1935        | 10 августа 1937         | независимый                                | [ комм. 99 ]                                                | ответственный за верховное управление исп. Encargado del Mando Supremo    | [ 115 ]         |
| —      | 10 августа 1937 | Федерико Паэс Чирибога (1877—1974) исп. Federico Páez Chiriboga                                                                                             | 23 октября 1937         | 1937                    | независимый                                | временный президент исп. Presidente Provisional             |                                                                           | [ 115 ]         |
| —      |                 | Хиль Альберто Энрикес Гальо (1894—1962) исп. Gil Alberto Enríquez Gallo                                                                                     | 23 октября 1937         | 10 августа 1938         | армия                                      | [ комм. 101 ]                                               | верховный правитель государства исп. Jefe Supremo del Estado              | [ 116 ]         |
| —      |                 | Мануэль Мария Хосе дель Эспириту Санто Борреро-и-Гонсалес (1883—1975) исп. Manuel María José del Espíritu Santo Borrero y González                          | 10 августа 1938         | 2 декабря 1938          | Эквадорская радикальная либеральная партия | 1938, август                                                | временный президент исп. Presidente Provisional                           | [ 117 ]         |
| 23     |                 | Дон Аурелио Москера Нарваэс (1883—1939) исп. Don Aurelio Mosquera Narváez                                                                                   | 2 декабря 1938          | 17 ноября 1939          | Эквадорская радикальная либеральная партия | 1938, декабрь                                               | президент исп. Presidente                                                 | [ 120 ]         |
| и. о.  |                 | Карлос Альберто Арройо дель Рио (1893—1969) исп. Carlos Alberto Arroyo del Río                                                                              | 17 ноября 1939          | 11 декабря 1939         | Эквадорская радикальная либеральная партия | [ комм. 77 ]                                                | президент Сената исп. Presidente de la Cámara del Senado                  | [ 121 ]         |
| и. о.  |                 | Андрес Фернандес де Кордова Ньето (1892—1983) исп. Andrés Fernández de Córdova Nieto                                                                        | 11 декабря 1939         | 10 августа 1940         | Эквадорская радикальная либеральная партия | [ комм. 79 ]                                                | президент Палаты депутатов исп. Presidente de la Cámara de Diputados      | [ 122 ]         |
| —      |                 | Хулио Энрике Морено Пеньяэррера (1879—1952) исп. Julio Enrique Moreno Peñaherrera                                                                           | 10 августа 1940         | 1 сентября 1940         | Эквадорская радикальная либеральная партия | [ комм. 77 ]                                                | президент Сената исп. Presidente de la Cámara del Senado                  | [ 100 ]         |
| 24     |                 | Карлос Альберто Арройо дель Рио (1893—1969) исп. Carlos Alberto Arroyo del Río                                                                              | 1 сентября 1940         | 29 мая 1944             | Эквадорская радикальная либеральная партия | 1940                                                        | президент исп. Presidente                                                 | [ 121 ]         |
| —      |                 | Фаусто Наварро Альенде (1888—1972) исп. Fausto Navarro Allende                                                                                              | 29 мая 1944 (часы)      | 29 мая 1944 (часы)      | Эквадорская радикальная либеральная партия | [ комм. 104 ]                                               | вице-президент Сената исп. Vicepresidente de la Cámara del Senado         | [ 123 ]         |

## «Славная революция» и «Веласкистская эпоха» (1944—1963)
Политическое бюро Эквадорского демократического альянса (исп. Oficina política de la Alianza Democrática Ecuatoriana), межпартийного объединения, созданного в поддержку Хосе Марии Веласко Ибарра на намеченных на июнь 1944 года выборах, с началом «Славной революции» (исп. Revolución La Gloriosa) взяло на себя 29 мая 1944 года полноту государственной власти, а через два дня оно передало полномочия объявленному временным президентом Веласко Ибарре.
Последующий период, с 1944 по 1963 годы, когда в политике страны доминировал Веласко Ибарра, принято называть «Веласкистская эпоха» (исп. Época velasquista). Созванная им национальная Ассамблея (исп. Asamblea Constituyente) 10 августа 1944 года путём аккламации утвердила его президентом и обнародовала 6 марта 1945 года пятнадцатую конституцию, однако 30 марта 1946 года Веласко Ибарре прекратил её действие и принял на себя диктаторские полномочия. Вновь созванная национальная Ассамблея 11 августа 1946 года избрала его президентом на двухлетний срок и утвердила 31 декабря 1946 года шестнадцатую конституцию, но 23 августа 1947 года под предлогом борьбы с персоналистским режимом министр национальной обороны (исп. ministro de Defensa Nacional) Карлос Манчено отстранил президента от власти, вынудив подписать указ о своём назначении ответственным за исполнительную власть. Манчено отменил конституцию 1946 года и восстановил действие конституции 1906 года (тем самым ликвидировав пост вице-президента как претендента на получение полномочий), но 2 сентября 1947 года потерпел военное поражение от противников в армейской среде и ушёл в отставку перед триумвиратом военачальников, немедленно восстановившим действие конституции 1946 года, по которой полномочия президента перешли к вице-президенту Мариано Суаресу Вейнтимилье. Вейнтимилья срочно созвал чрезвычайную сессию Конгресса, которая избрала новым вице-президентом Карлоса Хулио Аросемену Толу, после чего Вейнтимилья 16 сентября 1947 года подал в отставку, передав ему полноту полномочий. 1 сентября 1948 года период первичного мандата (Веласко Ибарры) истёк, и президентом стал победивший на очередных выборах Гало Пласа Лассо. В 1952 году победу на выборах вновь одержал объединивший своих сторонников в Веласкистскую национальную федерацию Веласко Ибарра. В 1956 году он уступил мандат поддержанному Народным альянсом (исп. Alianza Popular) Камило Понсе Энрикесу, но в 1960 году вернул его себе.
7 ноября 1961 года президент приказал арестовать вице-президента Карлоса Аросемену, ряд законодателей и лидеров оппозиции; в ответ в крупнейших городах студенты и горожане провели уличные акции протеста, восстал расквартированный в столице армейский батальон. Произошёл раскол в среде Вооружённых сил: командование сухопутных войск объявило о свержении Веласко Ибарры и возложило исполнение полномочий президента на председателя Верховного Суда Камило Гальегоса Толедо, однако командование ВВС начало барражирование неба над дворцом Конгресса и добилось освобождения вице-президента вместе с другими законодателями, которые провели пленарное заседание Конгресса и провозгласили Аросемену президентом; после отказа Гальегоса Толедо от временных полномочий о поддержке Аросемены заявили и сухопутные силы. 11 июля 1963 года Аросемена был низложен в результате нового военного переворота.
|          | Портрет         | Имя (годы жизни)                                                                          | Полномочия           | Полномочия           | Партия                                            | Выборы                    | Должность | Пр.             |
| Начало   | Портрет         | Имя (годы жизни)                                                                          | Окончание            |                      | Партия                                            | Выборы                    | Должность | Пр.             |
| -------- | --------------- | ----------------------------------------------------------------------------------------- | -------------------- | -------------------- | ------------------------------------------------- | ------------------------- | --- | --------------- |
| -        |                 | Хулио Теодоро Салем Гальегос (1900—1968) исп. Julio Teodoro Salem Gallegos                | 29 мая 1944          | 31 мая 1944          | Независимая либеральная партия                    | [ комм. 108 ]             | члены Политического бюро Эквадорского демократического альянса исп. Integrantes del Oficina política de la Alianza Democrática Ecuatoriana | [ 123 ]         |
| -        |                 | Густаво Бесерра Ортис (?—?) исп. Gustavo Becerra Ortiz                                    | 29 мая 1944          | 31 мая 1944          | Коммунистическая партия Эквадора                  | [ комм. 108 ]             | члены Политического бюро Эквадорского демократического альянса исп. Integrantes del Oficina política de la Alianza Democrática Ecuatoriana | [ 123 ]         |
| -        |                 | Мариано Суарес Вейнтимилья (1897—1980) исп. Mariano Suárez Veintimilla                    | 29 мая 1944          | 31 мая 1944          | Эквадорская консервативная партия                 | [ комм. 108 ]             | члены Политического бюро Эквадорского демократического альянса исп. Integrantes del Oficina política de la Alianza Democrática Ecuatoriana | [ 123 ]         |
| -        |                 | Мануэль Агустин Агирре (1903—1992) исп. Manuel Agustín Aguirre                            | 29 мая 1944          | 31 мая 1944          | Эквадорская социалистическая партия               | [ комм. 108 ]             | члены Политического бюро Эквадорского демократического альянса исп. Integrantes del Oficina política de la Alianza Democrática Ecuatoriana | [ 123 ]         |
| -        |                 | Луис Альберто Ларреа Альба (1894—1979) исп. Luis Alberto Larrea Alba                      | 29 мая 1944          | 31 мая 1944          | Социалистический революционный альянс             | [ комм. 108 ]             | члены Политического бюро Эквадорского демократического альянса исп. Integrantes del Oficina política de la Alianza Democrática Ecuatoriana | [ 123 ]         |
| -        |                 | Камило Понсе Энрикес (1912—1976) исп. Camilo Ponce Enríquez                               | 29 мая 1944          | 31 мая 1944          | Эквадорский демократический фронт                 | [ комм. 108 ]             | члены Политического бюро Эквадорского демократического альянса исп. Integrantes del Oficina política de la Alianza Democrática Ecuatoriana | [ 123 ]         |
| -        |                 | Нела Мартинес Эспиноса (1912—2004) исп. Nela Martínez Espinosa                            | 29 мая 1944          | 31 мая 1944          | Коммунистическая партия Эквадора                  | [ комм. 108 ]             | члены Политического бюро Эквадорского демократического альянса исп. Integrantes del Oficina política de la Alianza Democrática Ecuatoriana | [ 123 ]         |
| -        |                 | Хосе Теран Робалино (?—?) исп. José Terán Robalino                                        | 29 мая 1944          | 31 мая 1944          | Эквадорский демократический фронт                 | [ комм. 108 ]             | члены Политического бюро Эквадорского демократического альянса исп. Integrantes del Oficina política de la Alianza Democrática Ecuatoriana | [ 123 ]         |
| —        |                 | Хосе Мария Веласко Ибарра (1893—1979) исп. José María Velasco Ibarra                      | 31 мая 1944          | 10 августа 1944      | независимый                                       | [ комм. 112 ]             | временный президент исп. Presidente Provisional                                                                                            | [ 113 ]         |
| 22 (II)  | 10 августа 1944 | Хосе Мария Веласко Ибарра (1893—1979) исп. José María Velasco Ibarra                      | 30 марта 1946        | независимый          | [ комм. 113 ]                                     | президент исп. Presidente | | [ 113 ]         |
| —        | 30 марта 1946   | Хосе Мария Веласко Ибарра (1893—1979) исп. José María Velasco Ibarra                      | 11 августа 1946      | независимый          | [ комм. 114 ]                                     | президент де-факто        | | [ 113 ]         |
| 22 (III) | 11 августа 1946 | Хосе Мария Веласко Ибарра (1893—1979) исп. José María Velasco Ibarra                      | 23 августа 1947      | независимый          | 1946                                              | президент исп. Presidente | | [ 113 ]         |
| —        |                 | Карлос Элисио Манчено Кахас (1902—1996) исп. Carlos Elicio Mancheno Cajas                 | 23 августа 1947      | 2 сентября 1947      | армия                                             | [ комм. 115 ]             | ответственный за исполнительную власть исп. Encargado del Poder Ejecutivo                                                                  | [ 126 ]         |
| 25       |                 | Мариано Суарес Вейнтимилья (1897—1980) исп. Mariano Suárez Veintimilla                    | 2 сентября 1947      | 16 сентября 1947     | Эквадорская консервативная партия                 | [ комм. 116 ]             | президент исп. Presidente | [ 127 ]         |
| 26       |                 | Карлос Хулио Аросемена Тола (1888—1952) исп. Carlos Julio Arosemena Tola                  | 16 сентября 1947     | 31 августа 1948      | независимый                                       | [ комм. 117 ]             | президент исп. Presidente | [ 128 ]         |
| 27       |                 | Гало Линкольн Пласа Лассо де ла Вега (1906—1987) исп. Galo Lincoln Plaza Lasso de la Vega | 31 августа 1948      | 1 сентября 1952      | Национальное демократическое гражданское движение | 1948                      | президент исп. Presidente | [ 129 ] [ 130 ] |
| 22 (IV)  |                 | Хосе Мария Веласко Ибарра (1893—1979) исп. José María Velasco Ibarra                      | 1 сентября 1952      | 1 сентября 1956      | Веласкистская национальная федерация              | 1952                      | президент исп. Presidente | [ 113 ]         |
| 28       |                 | Камило Понсе Энрикес (1912—1976) исп. Camilo Ponce Enríquez                               | 1 сентября 1956      | 1 сентября 1960      | Социально-христианское движение                   | 1956                      | президент исп. Presidente | [ 131 ]         |
| 22 (V)   |                 | Хосе Мария Веласко Ибарра (1893—1979) исп. José María Velasco Ibarra                      | 1 сентября 1960      | 8 ноября 1961        | Веласкистская национальная федерация              | 1960                      | президент исп. Presidente | [ 113 ]         |
| и. о.    |                 | Камило Гальегос Толедо (1895—1984) исп. Camilo Gallegos Toledo                            | 8 ноября 1961 (часы) | 8 ноября 1961 (часы) | независимый                                       | [ комм. 120 ]             | исполняющий обязанности президента исп. Presidente Interino                                                                                | [ 132 ]         |
| 29       |                 | Карлос Хулио Аросемена Монрой (1919—2004) исп. Carlos Julio Arosemena Monroy              | 8 ноября 1961        | 11 июля 1963         | Веласкистская национальная федерация              | [ комм. 121 ]             | президент исп. Presidente | [ 132 ] [ 133 ] |

## От военной диктатуры к возврату демократии (1963—1979)
11 июля 1963 года президент Карлос Аросемена был низложен в результате военного переворота, осуществлённого командующими родами Вооружённых сил, сформировавшими Военную правительственную хунту. 29 марта 1966 года её члены в качестве шага к восстановлению конституционного порядка назначили ответственным за исполнительную власть начальника Генерального штаба Тельмо Варгаса, который через 36 часов передал полномочия гражданскому лицу — бизнесмену Клементе Ерови. Созванная им конституционная национальная Ассамблея (исп. Asamblea Nacional Constituyente) избрала временным президентом Отто Аросемену, одного из своих депутатов; при принятии семнадцатой конституции в её переходные положения была включена норма о полномочиях Аросемены Гомеса до проведения в 1968 году выборов. В 1968 году выборы выиграл вернувшийся в страну Х. М. Веласко Ибарра, однако 15 февраля 1972 года он вновь был отрешён в результате бескровного военного переворота, после которого власть перешла к Гильермо Родригеса Лары, восстановившего действие конституции 1945 года и принявшего титул президента.
11 января 1976 года Родригес Лара принял почётную отставку и передал полномочия Высшему совету правительства в составе командующих родов войск. 15 января 1978 года состоялся референдум, на котором был предложен выбор между сохранением действующей на тот момент конституции 1945 года, либо принятием новой согласно представленного проекта; в результате была принята восемнадцатая конституция, опубликованная 27 марта 1979 года и вступившая в силу 10 августа 1979 года одновременно с передачей власти избранному президентом Хайме Рольдосу Агилере.
|         | Портрет     | Имя (годы жизни) | Полномочия      | Полномочия      | Партия                                        | Выборы                    | Должность                                                                                 | Пр.     |
| Начало  | Портрет     | Имя (годы жизни) | Окончание       |                 | Партия                                        | Выборы                    | Должность                                                                                 | Пр.     |
| ------- | ----------- | --- | --------------- | --------------- | --------------------------------------------- | ------------------------- | ----------------------------------------------------------------------------------------- | ------- |
| —       |             | контр-адмирал Рамон Кастро Хихон (1915—1984) исп. Ramón Castro Jijón как президент Военной правительственной хунты в составе: генерал Луис Кабрера Севилья исп. Luis Cabrera Sevilla полковник Гильермо Фрейле Поссо исп. Guillermo Freile Posso генерал Маркос Гандара Энрикес исп. Marcos Gándara Enríquez | 11 июля 1963    | 29 марта 1966   | армия                                         | [ комм. 123 ]             | президент Военной правительственной хунты исп. Presidente de la Junta militar de Gobierno | [ 134 ] |
| —       |             | генерал Тельмо Освальдо Варгас Беналькасар (1912—2013) исп. Telmo Oswaldo Vargas Benalcázar | 29 марта 1966   | 30 марта 1966   | армия                                         | [ комм. 124 ]             | ответственный за исполнительную власть исп. Encargado del Poder Ejecutivo                 | [ 135 ] |
| —       |             | Клементе Ерови Индабуру (1904—1981) исп. Clemente Yerovi Indaburu | 30 марта 1966   | 16 ноября 1966  | независимый                                   | [ комм. 125 ]             | временный президент исп. Presidente Provisional                                           | [ 136 ] |
| —       |             | Отто Аросемена Гомес (1925—1984) исп. Otto Arosemena Gómez | 16 ноября 1966  | 28 мая 1967     | Демократическая институционалистская коалиция | 1966                      | временный президент исп. Presidente Provisional                                           | [ 138 ] |
| 29      | 28 мая 1967 | Отто Аросемена Гомес (1925—1984) исп. Otto Arosemena Gómez | 31 августа 1968 | [ комм. 127 ]   | Демократическая институционалистская коалиция | президент исп. Presidente |                                                                                           | [ 138 ] |
| 22 (VI) |             | Хосе Мария Веласко Ибарра (1893—1979) исп. José María Velasco Ibarra | 31 августа 1968 | 15 февраля 1972 | Веласкистская национальная федерация          | президент исп. Presidente | 1968                                                                                      | [ 113 ] |
| —       |             | дивизионный генерал Гильермо Антонио Родригес Лара (1923—) исп. Guillermo Antonio Rodríguez Lara | 15 февраля 1972 | 11 января 1976  | армия                                         | [ комм. 128 ]             | президент де-факто                                                                        | [ 143 ] |
| —       |             | адмирал Альфредо Эрнесто Поведа Бурбано (1926—1990) исп. Alfredo Ernesto Poveda Burbano как президент Высшего совета правительства в составе: генерал Гильермо Дуран исп. Guillermo Durán Arcentales генерал Луис Леоро исп. Luis Leoro Franco                                                               | 11 января 1976  | 10 августа 1979 | армия                                         | [ комм. 129 ]             | президент Высшего совета правительства исп. Presidente del Consejo Supremo de Gobierno    | [ 140 ] |

## Новейший период (с 1979)
Вступивший на пост президента 10 августа 1979 года Хайме Рольдос погиб в авиакатастрофе 24 мая 1981 года, его преемником стал вице-президент Освальдо Уртадо Ларреа. В последующем в Эквадоре до 1997 года соблюдался конституционный порядок перехода президентских полномочий. Избранный в 1996 году Абдала Букарам, являвшийся шурином Рольдосу, создал и представлял рольдосистскую партию, его популистская программа была поддержана альянсом множества партий, мало представленных в Конгрессе. Это привело 6 февраля 1997 года к объявлению Конгрессом импичмента (44 голосами против 34, с формулировкой «за умственную неспособность управлять страной») и создало сложную правовую коллизию: во-первых, Конгресс принял решение, не набрав необходимых 2/3 голосов, что позволило Букараму считать своё отрешение незаконным, во-вторых, объявившая о принятии президентских полномочий вице-президент Росалия Артега также не имела оснований для этого ввиду отсутствия в конституции соответствующей нормы прямого действия, в третьих, Конгресс возложил временные президентские полномочия на своего главу Фабиана Алакорна; это событие стало известно как «ночь трёх президентов» — поскольку и Артеага, и Букарам, и Аларкон считали себя легитимными главами Эквадора. События развивались стремительно: не найдя поддержки в армии, Букарам покинул президентский дворец; Аларкон, приведённый Конгрессом к присяге, 9 февраля признал недействительность своего назначения; Артега, получив формальное признание Конгресса и предложив ему конституционную реформу для установления преемственности президентства, признала невозможность взаимодействия с парламентом и подала 11 февраля в отставку, согласившись на процедуру избрания временного президента в Конгрессе, по результатам которой уступила Аларкону. 25 мая 1997 года отрешение Букарама и избрание Алакорна были подтверждены на референдуме, другими решениями которого в Сан-Педро-де-Риобамбе была созвана конституционная Ассамблея, которая 10 августа 1998 года приняла девятнадцатую конституцию; в тот же день принёс присягу избранный в июне президентом Халиль Мауад.
Осенью 1999 года Мауад объявил технический дефолт по обязательствам Эквадора, 9 января 2000 года — принял решение об отказе от национальной валюты сукре и о введении в качестве платёжного средства доллара США. 21 января 2000 года манифестация, организованная профсоюзами и Конфедерацией коренных народов Эквадора, получила поддержку полка президентской гвардии под командованием Лусио Гутьерреса, что вынудило Мауада укрыться в посольстве Чили. Манифестанты заняли здания Конгресса и Верховного суда и объявили о создании Правительства национального спасения (исп. Gobierno de salvación nacional), в которое вошли Гутьеррес, президент Конфедерации Антонио Варгас Гуататука и бывший президент Верховного суда Карлос Солорсано. К вечеру триумвират занял президентский дворец, где по распоряжению Вооружённых сил Гутьерреса сменил министр обороны Карлос Мендоса Поведа. После интенсивных консультаций на следующий день триумвират в Конгрессе передал власть вице-президенту Густаво Нобоа.
В 2002 году Лусио Гутьеррес, участник переворота 21 января 2000 года, выиграл выборы и 15 января 2003 года стал следующим президентом страны. В апреле 2005 года на фоне массовых протестов он ввёл чрезвычайное положение, которое армия отказалась обеспечивать. 20 апреля 2005 года Конгресс прекратил полномочия укрывшегося в посольстве Бразилии Гутьерреса и передал их вице-президенту Альфредо Паласио Гонсалесу.
Начиная с 2006 года президентские выборы выигрывают кандидаты Альянса ПАИС (Движение Альянс ПАИС — Гордая и суверенная Родина, исп. Movimiento Alianza PAIS - Patria Altiva i Soberana): в 2006, 2009 и 2013 годах — Рафаэль Корреа, в 2017 — Ленин Морено. Выборы 2009 года были досрочными и вызваны переходными положениями двадцатой конституции (принятой созванной Корреа в Монтекристи конституционной Ассамблеей и утверждённой на референдуме), по которым все высшие должностные лица должны были прекратить свои полномочия перед её вступлением в силу.
|            | Портрет         | Имя (годы жизни)                                                                                 | Полномочия      | Полномочия      | Партия                                                 | Выборы        | Должность                                                                                      | Пр.             |
| Начало     | Портрет         | Имя (годы жизни)                                                                                 | Окончание       |                 | Партия                                                 | Выборы        | Должность                                                                                      | Пр.             |
| ---------- | --------------- | ------------------------------------------------------------------------------------------------ | --------------- | --------------- | ------------------------------------------------------ | ------------- | ---------------------------------------------------------------------------------------------- | --------------- |
| 30         |                 | Хайме Рольдос Агилера (1940—1981) исп. Jaime Roldós Aguilera                                     | 10 августа 1979 | 24 мая 1981     | Объединение народных сил                               | 1978—1979     | президент исп. Presidente                                                                      | [ 142 ]         |
| 31         |                 | Луис Освальдо Уртадо Ларреа (1939—) исп. Luis Osvaldo Hurtado Larrea                             | 24 мая 1981     | 10 августа 1984 | Народная демократия — Христианско-демократический союз | [ комм. 131 ] | президент исп. Presidente                                                                      | [ 144 ]         |
| 32         |                 | Леон Эстебан Фебрес-Кордеро Рибаденейра (1931—2008) исп. León Esteban Febres-Cordero Ribadeneyra | 10 августа 1984 | 10 августа 1988 | Социал-христианская партия                             | 1984          | президент исп. Presidente                                                                      | [ 161 ]         |
| 33         |                 | Родриго Борха Севальос (1935—) исп. Rodrigo Borja Cevallos                                       | 10 августа 1988 | 10 августа 1992 | Демократические левые                                  | 1988          | президент исп. Presidente                                                                      | [ 162 ] [ 163 ] |
| 34         |                 | Сиксто Альфонсо Дуран-Бальен Кордовес (1921—2016) исп. Sixto Alfonso Durán-Ballén Cordovez       | 10 августа 1992 | 10 августа 1996 | Республиканская партия единства                        | 1992          | президент исп. Presidente                                                                      | [ 164 ] [ 165 ] |
| 35         |                 | Абдала Хайме Букарам Ортис (1952—) исп. Abdalá Jaime Bucaram Ortiz                               | 10 августа 1996 | 6 февраля 1997  | Эквадорская рольдосистская партия                      | 1996          | президент исп. Presidente                                                                      | [ 166 ] [ 167 ] |
| и. о.      |                 | Фабиан Эрнесто Аларкон Ривера (1947—) исп. Fabián Ernesto Alarcón Rivera                         | 6 февраля 1997  | 9 февраля 1997  | Альфаристский радикальный фронт.                       | [ комм. 134 ] | исполняющий обязанности президента исп. Presidente Interino                                    | [ 168 ]         |
| —          |                 | Лупе Росалия Артеага Серрано (1956—) исп. Lupe Rosalía Arteaga Serrano                           | 9 февраля 1997  | 11 февраля 1997 | Независимое движение за подлинную Республику           | [ комм. 135 ] | временный президент исп. Presidente Provisional                                                | [ 169 ] [ 170 ] |
| —          |                 | Фабиан Эрнесто Аларкон Ривера (1947—) исп. Fabián Ernesto Alarcón Rivera                         | 11 февраля 1997 | 10 августа 1998 | Альфаристский радикальный фронт                        | 1997          | временный президент исп. Presidente Provisional                                                | [ 168 ]         |
| 36         |                 | Хорхе Хамиль Мауад Витт (1949—) исп. Jorge Jamil Mahuad Witt                                     | 10 августа 1998 | 21 января 2000  | Народная демократия — Христианско-демократический союз | 1998          | президент исп. Presidente                                                                      | [ 149 ] [ 150 ] |
| -          |                 | генерал Карлос Мендоса Поведа (?—?) исп. Carlos Mendoza Poveda                                   | 21 января 2000  | 22 января 2000  | армия                                                  | [ комм. 137 ] | члены Правительства национального спасения исп. Integrantes del Gobierno de salvación nacional | [ 151 ]         |
| -          |                 | Карлос Антонио Варгас Гуататука (1958—) исп. Carlos Antonio Vargas Guatatuca                     | 21 января 2000  | 22 января 2000  | Конфедерация коренных народов Эквадора                 | [ комм. 137 ] | члены Правительства национального спасения исп. Integrantes del Gobierno de salvación nacional | [ 151 ]         |
| -          |                 | Карлос Солорсано Константине (1939—) исп. Carlos Solórzano Constantine                           | 21 января 2000  | 22 января 2000  | независимый                                            | [ комм. 137 ] | члены Правительства национального спасения исп. Integrantes del Gobierno de salvación nacional | [ 151 ]         |
| 37         |                 | Густаво Хосе Хоакин Нобоа Бехарано (1937—2021) исп. Gustavo José Joaquín Noboa Bejarano          | 22 января 2000  | 15 января 2003  | независимый                                            | [ комм. 138 ] | президент исп. Presidente                                                                      | [ 152 ] [ 153 ] |
| 38         |                 | Лусио Эдвин Гутьеррес Борбуа (1957—) исп. Lucio Edwin Gutiérrez Borbúa                           | 15 января 2003  | 20 апреля 2005  | Партия Патриотического общества 21 января              | 2002          | президент исп. Presidente                                                                      | [ 154 ] [ 155 ] |
| 39         |                 | Луис Альфредо Паласио Гонсалес (1939—2025) исп. Luis Alfredo Palacio González                    | 20 апреля 2005  | 15 января 2007  | независимый                                            | [ комм. 139 ] | президент исп. Presidente                                                                      | [ 152 ] [ 153 ] |
| 40 (I—III) |                 | Рафаэль Висенте Корреа Дельгадо (1963—) исп. Rafael Vicente Correa Delgado                       | 15 января 2007  | 10 августа 2009 | Альянс ПАИС                                            | 2006          | президент исп. Presidente                                                                      | [ 158 ]         |
| 40 (I—III) | 10 августа 2009 | Рафаэль Висенте Корреа Дельгадо (1963—) исп. Rafael Vicente Correa Delgado                       | 10 августа 2013 | 2009            | Альянс ПАИС                                            |               | президент исп. Presidente                                                                      | [ 158 ]         |
| 40 (I—III) | 10 августа 2013 | Рафаэль Висенте Корреа Дельгадо (1963—) исп. Rafael Vicente Correa Delgado                       | 24 мая 2017     | 2013            | Альянс ПАИС                                            |               | президент исп. Presidente                                                                      | [ 158 ]         |
| 41         |                 | Ленин Больтайре Морено Гарсес (1953—) исп. Lenín Boltaire Moreno Garcés                          | 24 мая 2017     | 24 мая 2021     | Альянс ПАИС                                            | 2017          | президент исп. Presidente                                                                      | [ 159 ]         |
| 42         |                 | Гильермо Альберто Сантьяго Лассо Мендоса (1955—) исп. Guillermo Alberto Santiago Lasso Mendoza   | 24 мая 2021     | 23 ноября 2023  | Социал-христианская партия                             | 2021          | президент исп. Presidente                                                                      | [ 171 ]         |
| 43 (I—II)  |                 | Даниэль Рой-Гилкрист Нобоа Асин (1987—) исп. Daniel Roy-Gilchrist Noboa Azín                     | 23 ноября 2023  | 25 мая 2025     | Национальное демократическое действие                  | 2023          | президент исп. Presidente                                                                      | [ 172 ]         |
| 43 (I—II)  | 25 мая 2025     | Даниэль Рой-Гилкрист Нобоа Асин (1987—) исп. Daniel Roy-Gilchrist Noboa Azín                     | действующий     | 2025            | Национальное демократическое действие                  |               | президент исп. Presidente                                                                      | [ 172 ]         |